# ФК «Крылья Советов» в сезоне 2021/2022
Сезон 2021/2022 — 78-й сезон «Крыльев Советов», на основании лицензий «РФС I» и «УЕФА», в том числе:
- 53–й сезон в высшем дивизионе;
- 27–й сезон в высшем дивизионе России;
- 17–й сезон в Российской премьер-лиге.

Сезон начался 12 июня, в день когда команда собралась в Москве и оттуда отправилась в Сербию на предсезонные сборы.

## События
2021 год
24 мая общее собрание Премьер-лиги (далее РПЛ или Тинькофф РПЛ) удовлетворило заявление команды «Крылья Советов» (далее КС или «Крылья») о вступлении в РПЛ после сезона в Олимп-ФНЛ.
В тот же день Совет директоров команды «Крылья Советов» принял отставку генерального директора клуба Евгения Калакуцкого и назначил нового генерального директора Вадима Андреева. На заседании также был избран новый Председатель Совета — Андрей Кислов, вместо Сергея Аракелова.
27 мая заместитель генерального директора по спортивной работе Дмитрий Галямин, а также руководитель селекционного отдела Армен Маргарян приняли решение о прекращении совместной работы с клубом.
Утром 14 июня команда прошла медобследование в Лужниках, а вечером авиакомпанией «Аэрофлот» отправилась на сбор в Белград. Сбор начали 22 футболиста.
15 июня «Крылья Советов» разместились в «Спортивном центре Футбольного союза Сербии» расположенном в городе Стара-Пазова и провели первые тренировки и определились со спарринг–партнёрами .
22 июня тренерский штаб клуба пополнил Владимир Зеленовский, который стал тренером по физподготовке .
23 июня главный тренер клуба Игорь Осинькин, заключил 3–х летний контракт с командой.
15 июля «Крыльев Советов» и страховая группа «Согаз» объявили о партнёрстве.
18 июля «Крылья Советов» получили в собственность новый автобус «MAN Lions Coach R08» и представили новую игровую форму, идентичную формам клубов «Краснодар» и «Сочи».
23 июля «Крыльев Советов» и букмекерская компания «Bettery» объявили о партнёрстве на сумму ₽70 млн.
25 июля «Крылья Советов» начали свой новый сезон 2021/22 домашн
уим матчем против грозненского «Ахмата», который закончился поражением 1:2
.
30 июля «Крылья Советов» потерпели своё второе поражение, на этот раз от «Спартака» (0:1), единственный мяч с пенальти забил экс-самарец Александр Соболев.
После двух домашних стартовых матчей сезона самарцы сыграли на выезде и 7 августа команда потерпела третье подряд поражение, теперь от «Арсенала» (1:2).
Матч «Крылья Советов» – «Сочи» прошёл без использования VAR, так как VAR-центр рассчитан на обслуживание четырёх матчей в игровой день, а 21 августа игровой день состоял из пяти матчей.
Игра 6 тура в Уфе стала для «Крыльев Советов» 500-м матчем сыгранным в Премьер-лиге. «Крылья Советов» в меньшинстве обыграли «Уфу» (2:1).
Права требования обанкротившегося АКБ «Газбанк» к ЗАО «ПФК «Крылья Советов» в ходе торгов выкупил банк «Солидарность».

Правила игры

Перед матчем 8–го тура между «Крыльями Советов» и «Ростовом», капитаны команд разыграли право стартового удара с помощью игры «Камень, ножницы, бумага», а не с помощью традиционного подбрасывания монеты.
22 сентября победа (10:0) «Крыльев» над «Знаменем» в Кубке России стала самой крупной в истории турнира (а также самой крупной победой на "выезде" и больше всех мячей забитой одной командой), а Сергей Пиняев (в 16 лет 10 месяцев) — самым молодым автором дубля. Дмитрий Цыпченко оформил 46–й хет-трик в истории «Крыльев Советов» и 1–й хет-трик команды в Кубке России .
Впервые в своей истории к календарному матчу с питерским «Зенитом» команда готовилась на загородной базе «Зенита» в Удельном парке.
Назначение пенальти в ворота «Крыльев Советов» арбитром матча Мешковым после "картинного" падения Артёма Дзюбы («Зенит») вызвало неподдельное возмущение общественности:
Если попадают в пятку — это не значит, что у Дзюбы должны две ноги подкоситься, и он должен на жопу падать моментальноВладимир Быстров, Заслуженный мастер спорта России, экс-игрок сборной России
Дзюба «нарисовал» пенальти. Задели чуть-чуть. Но как он падает!Евгений Ловчев, Заслуженный мастер спорта России, экс-игрок сборной СССР, бронзовый призёр Олимпийских игр 1972
| Это позор судейства!Сергей Хусаинов, футбольный судья, главный судья финала кубка России 1993 | Как можно уронить двухметрового амбала Дзюбу таким эфемерным касанием?Игорь Федотов, футбольный судья | Для меня это не пенальтиАлексей Николаев, арбитр ФИФА, лучший судья России 2014 |

«Крылья Советов» попросили экспертно-судейскую комиссию (далее - ЭСК) РФС рассмотреть работу судейской бригады в матче 9–го тура РПЛ против «Зенита». ЭСК признала, что судья ошибочно назначил 11-метровый удар в ворота «Крыльев Советов».
«Международный центр спортивных исследований» (далее – CIES) опубликовал рейтинг клубов по среднему возрасту футболистов в сезоне–2021/22. Самая молодая команда РПЛ — «Крылья Советов». Средний возраст игроков самарского клуба составляет 24,84 года. Среди европейских команд, кроме чемпионатов топ–5, команда расположена на 14 месте между клубами  «Андерлехт» (24,84) и  «Эшторил-Прая» (24,88).
7 октября британское издание «The Guardian» опубликовало список самых талантливых футболистов мира, в который вошёл нападающий команды Сергей Пиняев.
ЭСК признала, что арбитр Кукуляк допустил ошибку в матче «Динамо» – «Крылья Советов».

афиша фильма

17 октября «Крылья Советов» вышли на матч с «Нижним Новгородом» в космических футболках со специальным стилизованным шевроном в поддержку фильма «Вызов», а сам матч начался с минуты молчания в память о Владимир Королёве.
22 октября «Крылья» вылетели в Москву на календарный матч первенства с ЦСКА, местом дислокации был выбран отель «Москва Марриотт Новый Арбат», а интрига матча заключалась, в том что вратарь ЦСКА Игорь Акинфеев оставляет свои ворота в неприкосновенности 384 минуты, а вратарь «Крыльев» Иван Ломаев — 191 минуту. ЦСКА победил «Крылья Советов» (3:1), а Антон Заболотный забил тысячный гол армейского клуба в розыгрышах Премьер-лиги. Для «Крыльев» поражение стало 345–м в розыгрышах РПЛ (а также в высшей лиге и высшем дивизионе России).
26 октября новым председателем совета директоров «Крыльев Советов» стал министр финансов Самарской области Андрей Прямилов.
В матче 13 тура (30 октября) самарцы обыграли «Краснодар» (1:0) впервые с декабря 2013 года, а для Антона Зиньковского это был 100–й матч за команду. Позднее ЭСК признала ошибочным решение арбитра, после вмешательства VAR, отменить гол «Краснодара».
Нападающий Иван Сергеев вызван в национальную сборную России на матчи квалификации чемпионата мира 2022 года против Кипра и Хорватии. Ранее в расширенный список сборной были включены игроки команды Антон Зиньковский и Роман Ежов.
1 ноября «CIES» опубликовал рейтинг дриблёров стартовой части чемпионата РПЛ. Антон Зиньковский (индекс 4,67) замыкает десятку дриблёров российского чемпионата незначительно отставая от расположившихся на 9 и 8 местах:  Алмквиста (4,68) из «Ростова» и  Малкома (4,72) из «Зенита», что является третьим результатом среди российских футболистов, отставая от 6 и 5 мест: Макарова (4,74) из «Динамо» и Бакаева (4,89) из «Спартака».
4 ноября главный тренер «Крыльев Советов» Игорь Осинькин стал лучшим тренером октября по мнению болельщиков, канала «Матч! Премьер» и Премьер-лиги .
6 ноября футболисты «Крыльев Советов» впервые в сезоне одержали крупную победу над подмосковными «Химками» в домашнем матче 14–го тура РПЛ со счетом 3:0. После матча Губернатор Самарской области Дмитрий Азаров поздравил футболистов с победой.

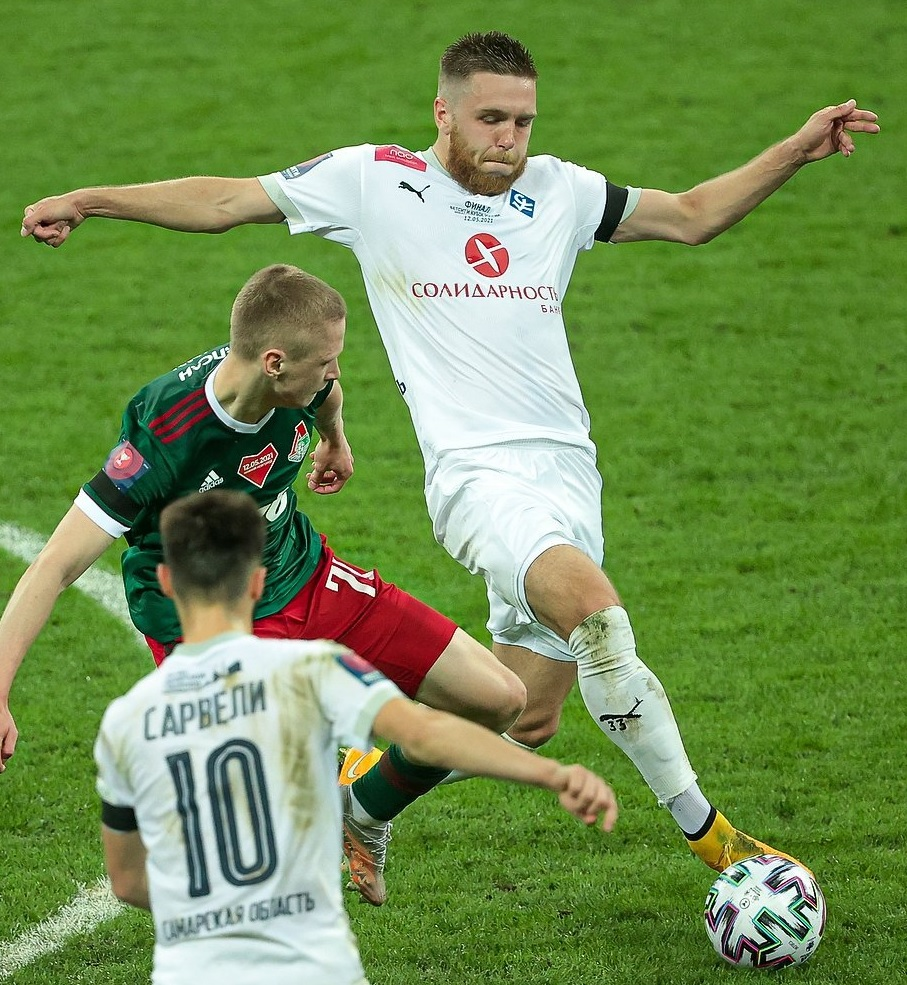
Бомбардиры: Сарвели и Сергеев

По данным газеты «Спорт-Экспресс» стоимость команды «Крылья Советов» составляет 25,35 млн евро — это 12 место в РПЛ, между командами «Ахмат» (26,25) и «Химки» (22,93), а по соотношению стоимости состава к набранным очкам после 14 туров на 2 месте (1,15 млн евро за 1 очко), между командами «Нижний Новгород» (1,12) и «Сочи» (1,21).
Итальянский агент Франко Камоцци (трансферный советник Леонида Федуна) рекомендовал «Спартаку» приобрести одновременно трёх футболистов «Крыльев Советов»: полузащитников Антона Зиньковского, Даниила Пруцева и Романа Ежова. В октябре «Спартак» обращал внимание на вратаря команды Ивана Ломаева и Юрия Горшкова.
По данным газеты «Спорт-Экспресс» перед заключительным 15 туром 1 круга первенства игроки команды «Крылья Советов» были среди лучших в своих категориях и амплуа: Антон Зиньковский (⑨ место среди лучших игроков РПЛ, ② – левый полузащитник и ④ – российский игрок); Иван Ломаев (④ – вратарь); Сильвие Бегич (④ – центральный защитник); Роман Ежов (④ – правый полузащитник); Иван Сергеев (⑤ – нападающий и ③ – новичок РПЛ); Данил Пруцев (⑤ – молодой игрок) и Владислав Сарвели (④ – новичок РПЛ).
18 ноября на заседании Самарской губернской думы был объявлен размер планируемой субсидии футбольному клубу «Крылья Советов» в 2022 году – 1 млрд рублей, а футбольная академия клуба получит ещё 42 млн рублей от РФС.
20 ноября «Крылья Советов» начали матч с «Уралом» с минуты молчания в память о Денисе Ковбе, который закончился вничью (1:1).
20 ноября «CIES» опубликовал рейтинг «спринтеров» сыгравших без замен не менее 10 матчей стартовой части европейских чемпионатов (кроме чемпионатов топ–5). Роман Ежов занимает третью строчку, а 1 и 2 место:  Самуэл Лино ( «Жил Висенте») и  Милан ван Эвейк ( «Херенвен»).
Итоги выступлений команды после 1 круга в сравнении с «бронзовым» и последним завершенным в РПЛ сезонами:
| М | Команда               | И  | В | Н | П | Мячи    | ±  | О  | Примечания |
| - | --------------------- | -- | - | - | - | ------- | -- | -- | ---------- |
| 1 | КС в сезоне 2004      | 15 | 8 | 4 | 3 | 27 − 24 | +3 | 28 | 3 место    |
| 2 | КС в текущем сезоне   | 15 | 7 | 2 | 6 | 20 − 17 | +3 | 23 | 7 место    |
| 3 | КС в сезоне 2019/2020 | 15 | 5 | 3 | 7 | 18 − 18 | 0  | 18 | 7 место    |

И — игры, В — выигрыши, Н — ничьи, П — проигрыши, Мячи — забитые и пропущенные голы, ± — разница голов, О — очки

28 ноября «Нижний Новгород» с «Крыльями» начали матч с минуты молчания в память о погибших на шахте «Листвяжная», а сам матч завершился в ничью 0:0.
11 декабря «Крылья» сыграли свой последний матч 2021 года против команды «Рубин» (2:0). Один из мячей в возрасте 17 лет и 39 дней забил Сергей Пиняев, ставший самым молодым игроком «Крыльев» забившим гол в высшем дивизионе. Во время матча одному из болельщиков стало плохо, и сразу после матча он умер. После этой встречи футболисты и тренерский штаб отправились в отпуск до 11 января. Ещё никогда в Самаре не играли официальный матч так поздно.
| Дата       | Матч      | Счёт | Температура |
| ---------- | --------- | ---- | ----------- |
| 08.12.2012 | Амкар—КС  | 0:2  | –10°С       |
| 08.12.2018 | КС—Ростов | 1:0  | –2°С        |
| 08.12.2019 | КС—Урал   | 2:3  | –1°С        |

В символическую сборную первого этапа М-Лиги включены игроки молодёжной команды: левый защитник Владислав Тепляков (четвёртый в М-Лиге по количеству отборов — 113) и опорный полузащитник Дмитрий Мотовичёв (на первом этапе забил четыре гола и сделал четыре голевые передачи) .
2022 год
5 января «CIES» опубликовал среднестатистические данные по итогам первой части сезона (18 матчей): «Крылья» с показателем 83,7% точных пасов за матч расположились на 3–м месте, незначительно отстав от «Зенита» (85,5%).
Портал «Transfermarkt» опубликовал годовой рейтинг команд «Тинькофф РПЛ» согласно стоимости игроков. Команда поднялась на 10 место с 12–го (по сравнению с началом сезона) вырастив в цене с 25,35 до 29,35 млн евро.
11 января команда вышла из отпуска и авиарейсом из Москвы, с незапланированной заменой воздушного судна, в турецкую Анталью добиралась вместе с калининградской «Балтикой» более суток, с промежуточной посадкой в Даламане, на свой первый сбор в город Белек. К основному составу (за исключением Дмитрия Прищепы и Данилы Пруцева) к сборам привлечены 3 игрока молодёжной команды: Александр Тимченко, Владислав Тепляков и Дмитрий Мотовичёв.
21 января на заседании Совета директоров был избран новый Председатель Совета — Габибулла Хасаев.
29 января, команда авиарейсом из Москвы, отправилась на свой второй сбор в Белек. К основному составу (за исключением Дмитрия Прищепы) к сборам привлечён игрок молодёжной команды Бельтюков, а также игроки «Олимп-Долгопрудный» (Гудков, Великородный), «Химок» (Соколов) и «Чертаново» (Коваленко, Салтыков).
30 января «Крылья Советов» сыграли вничью (0:0) с македонской командой «Академия Пандева», на матче присутствовал главный тренер сборной России Валерий Карпин.
15 марта полузащитник Антон Зиньковский и нападающий Владислав Сарвели получили вызов в сборную России.
ЭСК признала, что арбитр Фролов правильно не назначил пенальти в ворота «Крыльев Советов» в матче 21–го тура с «Зенитом» (1:1).
Впервые за последние 17 лет игрок команды сыграл за национальную сборную России.
| Игрок             | Дата          | Статус   | Матч                | Счёт | Источник |
| ----------------- | ------------- | -------- | ------------------- | ---- | -------- |
| Антон Зиньковский | 26 марта 2022 | Т.М.     | Россия— Россия (21) | 1:0  | [ 92 ]   |
| Андрей Каряка     | 30 марта 2005 | ОЧМ–2006 | Эстония— Россия     | 1:1  | [ 93 ]   |
| Александр Анюков  | 8 июня 2005   | Т.М.     | Германия— Россия    | 2:2  | [ 94 ]   |

28 марта РФС обнародовала сумму вознаграждений, выплаченных посредникам в 2021 году в размере 66 млн рублей командой «Крылья Советов», что является 8 результатом среди российских клубов.
В связи с закрытием аэропорта Ростова-на-Дону команда на матч с «Ростовом» (6 апреля) сначала летела в Ставрополь, оттуда на автобусе до Ростова-на-Дону (345 км), на следующий день после игры обратно до Ставрополя, а оттуда на самолёте до Екатеринбурга на матч «Уралом» (10 апреля).
7 апреля РФС информировала, что начиная с матча «Урал»–«Крылья Советов» будет вводиться практика работы трёх арбитров VAR. Матч с «Уралом» посетил 67–и летний Александр Тарханов, трижды возглавлявший самарский клуб и дважды приводивший команду к 5 месту.
ЭСК признала, что арбитр Матюнин допустил две ошибки в матче «Химки» – «Крылья Советов» (4:1).

1 мая матч «Спартак» — «Крылья» (2:1) посетил Геннадий Зюганов: 
Мне молодежь хочется посмотреть в «Крыльях»Геннадий Зюганов, руководитель фракции КПРФ в Госдуме
3 мая «Крыльям Советов» исполнилось 80 лет.
6 мая «Крылья» на предматчевую разминку вышли в костюмах от «Gentlemen League», а на сам матч с «Динамо» в ретро-форме. Так же в эту дату у команды появился новый сайт pfcks.ru.
21 мая «Крыльев Советов» и букмекерская компания «Фонбет» объявили о партнёрстве на сумму ₽90 млн.
Последний матч сезона «Крылья Советов» – «Локомотив» прошёл без использования VAR.
По итогам сезона клуб получил бонус от продажи телевизионных прав за 8 место в таблице в размере — 108,75 млн и 2 млн рублей за участие в элитном раунде Кубка.
По итогам сезона у «Крыльев» оказался самый молодой состав принимавший участие в играх первенства — 24,3 года.

## Изменения в составе
Лето 2021
| Защ | Гленн Бейл        | 26 | Эммен          | свободный агент      |  |  |  |  |
| Защ | Сильвие Бегич     | 28 | Рубин          | аренда до 30.06.2022 |  |  |  |  |
|     |                   |    |                |                      |  |  |  |  |
| ПЗ  | Дмитрий Иванисеня | 27 | Заря (Луганск) | свободный агент      |  |  |  |  |
| ПЗ  | Геннадий Киселёв  | 21 | Иртыш          | окончание аренды     |  |  |  |  |
| ПЗ  | Данил Липовой     | 21 | Динамо (М)     | €230'000             |  |  |  |  |
| ПЗ  | Дмитрий Молчанов  | 20 | Чертаново      | окончание аренды     |  |  |  |  |
| ПЗ  | Данил Пруцев      | 21 | Сочи           | €800'000             |  |  |  |  |
|     |                   |    |                |                      |  |  |  |  |
| Нап | Абат Аймбетов     | 25 | Астана         | окончание аренды     |  |  |  |  |
| Нап | Максим Глушенков  | 22 | Спартак (М)    | аренда до 30.06.2022 |  |  |  |  |
| Нап | Герман Онугха     | 25 | Вайле          | аренда до 30.06.2022 |  |  |  |  |
| Нап | Сергей Пиняев     | 16 | Чертаново      | €800'000             |  |  |  |  |

| ПЗ  | Андрей Капетанович  | 18 | Дитикон U19   |  |  |  |  |  |
|     |                     |    |               |  |  |  |  |  |
| Нап | Дмитрий Антилевский | 24 | Торпедо-БелАЗ |  |  |  |  |  |

| Защ | Александр Гацкан   | 37 | —             | завершил карьеру          |  |  |  |  |
| Защ | Максим Карпов      | 26 | Химки         | в аренду                  |  |  |  |  |
| Защ | Дмитрий Комбаров   | 34 | —             | свободный агент           |  |  |  |  |
| Защ | Владимир Полуяхтов | 31 | Оренбург      | свободный агент           |  |  |  |  |
|     |                    |    |               |                           |  |  |  |  |
| ПЗ  | Рикарду Алвеш      | 28 | Кайрат        | свободный агент           |  |  |  |  |
| ПЗ  | Бахадур Соколов    | 21 | Лада-Тольятти | свободный агент           |  |  |  |  |
| ПЗ  | Дмитрий Ефремов    | 26 | Акрон         | рассторжение контракта    |  |  |  |  |
| ПЗ  | Геннадий Киселёв   | 22 | Торпедо (М)   | свободный агент           |  |  |  |  |
| ПЗ  | Дмитрий Молчанов   | 20 | Динамо (Бр)   | в аренду                  |  |  |  |  |
| ПЗ  | Сафаа Хади         | 22 | Аль-Кува      | рассторжение контракта    |  |  |  |  |
| ПЗ  | Владислав Тюрин    | 21 | Тюмень        | в аренду                  |  |  |  |  |
| ПЗ  | Степан Шерстнёв    | 20 | Носта         | свободный агент           |  |  |  |  |
|     |                    |    |               |                           |  |  |  |  |
| Нап | Абат Аймбетов      | 25 | Астана        | в аренду                  |  |  |  |  |
| Нап | Егор Голенков      | 21 | Сигма         | свободный агент, €115'000 |  |  |  |  |
| Нап | Сергей Корниленко  | 37 | —             | завершил карьеру          |  |  |  |  |
| Нап | Герман Онугха      | 25 | Рубин         | рассторжение аренды       |  |  |  |  |

- доходы: ▲ € 115 000
- расходы: ▼ € 1 863 000

Зима 2022
| Вр  | Никита Яворский      | 20 | Чертаново          | €17'000              |  |  |  |  |
|     |                      |    |                    |                      |  |  |  |  |
| Защ | Матео Барач          | 27 | Сочи               | аренда до 30.06.2022 |  |  |  |  |
| Защ | Илья Гапонов         | 24 | Спартак (М)        | аренда до 30.06.2022 |  |  |  |  |
| Защ | Ян Гудков            | 19 | Олимп-Долгопрудный | €35'000              |  |  |  |  |
| Защ | Максим Карпов        | 26 | Химки              | окончание аренды     |  |  |  |  |
| Защ | Фернандо Костанца    | 23 | Шериф              | €800'000             |  |  |  |  |
| Защ | Алексей Никитенков   | 21 | Олимп-Долгопрудный | €35'000              |  |  |  |  |
|     |                      |    |                    |                      |  |  |  |  |
| ПЗ  | Дмитрий Великородный | 21 | Олимп-Долгопрудный | €23'000              |  |  |  |  |
| ПЗ  | Леонид Герчиков      | 20 | Олимп-Долгопрудный | €35'000              |  |  |  |  |
| ПЗ  | Илья Грибакин        | 18 | Чертаново          | €17'000              |  |  |  |  |
| ПЗ  | Александр Коваленко  | 18 | Чертаново          | €17'000              |  |  |  |  |
| ПЗ  | Никита Першин        | 20 | Чертаново          | €23'000              |  |  |  |  |
| ПЗ  | Никита Салтыков      | 17 | Чертаново          | €17'000              |  |  |  |  |
| ПЗ  | Артём Соколов        | 19 | Химки              | €58'000              |  |  |  |  |
|     |                      |    |                    |                      |  |  |  |  |
| Нап | Абат Аймбетов        | 26 | Астана             | окончание аренды     |  |  |  |  |
| Нап | Иван Игнатьев        | 23 | Рубин              | аренда до 30.06.2022 |  |  |  |  |
| Нап | Егор Панков          | 19 | Чертаново          | €17'000              |  |  |  |  |
| Нап | Павел Попов          | 19 | Чертаново          | €17'000              |  |  |  |  |

| Вр  | Никита Яворский      | 20 | Чертаново        | в аренду               |  |  |  |  |
|     |                      |    |                  |                        |  |  |  |  |
| Защ | Сильвие Бегич        | 28 | Рубин            | рассторжение аренды    |  |  |  |  |
| Защ | Мехди Зеффан         | 29 | Ени Малатьяспор  | свободный агент        |  |  |  |  |
| Защ | Максим Карпов        | 26 | Металлург (Л)    | свободный агент        |  |  |  |  |
| Защ | Антон Киселёв        | 18 | Салют (Белгород) | свободный агент        |  |  |  |  |
| Защ | Алексей Никитенков   | 20 | Металлург (Л)    | в аренду               |  |  |  |  |
| Защ | Дмитрий Прищепа      | 20 | Велес            | в аренду               |  |  |  |  |
| Защ | Кадыргали Симбаев    | 18 | Красава          | свободный агент        |  |  |  |  |
| Защ | Никита Чернов        | 26 | Спартак (М)      | €110'000               |  |  |  |  |
|     |                      |    |                  |                        |  |  |  |  |
| ПЗ  | Дмитрий Великородный | 21 | Металлург (Л)    | в аренду               |  |  |  |  |
| ПЗ  | Леонид Герчиков      | 20 | Металлург (Л)    | в аренду               |  |  |  |  |
| ПЗ  | Илья Грибакин        | 18 | Чертаново        | в аренду               |  |  |  |  |
| ПЗ  | Дмитрий Кабутов      | 29 | Уфа              | рассторжение контракта |  |  |  |  |
| ПЗ  | Никита Першин        | 20 | Чертаново        | в аренду               |  |  |  |  |
| ПЗ  | Данил Пруцев         | 21 | Спартак (М)      | 120 млн.₽              |  |  |  |  |
| ПЗ  | Никита Салтыков      | 17 | Звезда (СПб)     | в аренду               |  |  |  |  |
|     |                      |    |                  |                        |  |  |  |  |
| Нап | Абат Аймбетов        | 26 | Астана           | рассторжение контракта |  |  |  |  |
| Нап | Егор Панков          | 19 | Чертаново        | в аренду               |  |  |  |  |
| Нап | Павел Попов          | 19 | Чертаново        | в аренду               |  |  |  |  |
| Нап | Иван Сергеев         | 26 | Зенит (СПб)      | 180 млн.₽              |  |  |  |  |

- доходы за сезон: ▲ € 3 795 000
- расходы за сезон: ▼ € 2 916 000

## Текущий состав
| 1  | Россия   | Вр  | Иван Ломаев           | 1999 |  |  |  |  |
| 39 | Россия   | Вр  | Евгений Фролов        | 1988 |  |  |  |  |
| 81 | Россия   | Вр  | Богдан Овсянников ()  | 1999 |  |  |  |  |
|    |          |     |                       |      |  |  |  |  |
| 4  | Россия   | Защ | Александр Солдатенков | 1996 |  |  |  |  |
| 5  | Россия   | Защ | Юрий Горшков          | 1999 |  |  |  |  |
| 22 | Италия   | Защ | Фернандо Костанца     | 1998 |  |  |  |  |
| 23 | Россия   | Защ | Гленн Бейл            | 1995 |  |  |  |  |
| 44 | Хорватия | Защ | Матео Барач (→ )      | 1994 |  |  |  |  |
| 47 | Россия   | Защ | Сергей Божин ()       | 1994 |  |  |  |  |
| 66 | Россия   | Защ | Ян Гудков             | 2002 |  |  |  |  |
| 95 | Россия   | Защ | Илья Гапонов (→ )     | 1997 |  |  |  |  |
|    |          |     |                       |      |  |  |  |  |
| 6  | Россия   | ПЗ  | Денис Якуба           | 1996 |  |  |  |  |
| 8  | Россия   | ПЗ  | Максим Витюгов        | 1998 |  |  |  |  |

| 9  | Россия  | ПЗ  | Сергей Пиняев         | 2004 |  |  |  |  |
| 11 | Россия  | ПЗ  | Роман Ежов            | 1997 |  |  |  |  |
| 13 | Россия  | ПЗ  | Данил Липовой ()      | 1999 |  |  |  |  |
| 14 | Россия  | ПЗ  | Александр Коваленко   | 2003 |  |  |  |  |
| 17 | Россия  | ПЗ  | Антон Зиньковский     | 1996 |  |  |  |  |
| 21 | Украина | ПЗ  | Дмитрий Иванисеня     | 1994 |  |  |  |  |
| 52 | Россия  | ПЗ  | Данила Смирнов ()     | 2001 |  |  |  |  |
| 77 | Россия  | ПЗ  | Артём Соколов         | 2003 |  |  |  |  |
| 99 | Россия  | ПЗ  | Максим Канунников     | 1991 |  |  |  |  |
|    |         |     |                       |      |  |  |  |  |
| 10 | Россия  | Нап | Владислав Сарвели     | 1997 |  |  |  |  |
| 15 | Россия  | Нап | Максим Глушенков (→ ) | 2000 |  |  |  |  |
| 19 | Россия  | Нап | Дмитрий Цыпченко      | 1999 |  |  |  |  |
| 85 | Россия  | Нап | Иван Игнатьев (→ )    | 1999 |  |  |  |  |

 — воспитанники собственной академии

## Премьер-лига
Турнирная таблица
| Поз | Команда        | И  | В  | Н | П  | МЗ | МП | РМ | О  | Квалификация или выбывание            |
| --- | -------------- | -- | -- | - | -- | -- | -- | -- | -- | ------------------------------------- |
| 6   | Локомотив      | 30 | 13 | 9 | 8  | 43 | 39 | +4 | 48 | Отстранены от участия в турнирах УЕФА |
| 7   | Ахмат          | 30 | 13 | 3 | 14 | 36 | 38 | −2 | 42 | Отстранены от участия в турнирах УЕФА |
| 8   | Крылья Советов | 30 | 12 | 5 | 13 | 39 | 36 | +3 | 41 | Отстранены от участия в турнирах УЕФА |
| 9   | Ростов         | 30 | 10 | 8 | 12 | 47 | 51 | −4 | 38 | Отстранены от участия в турнирах УЕФА |
| 10  | Спартак        | 30 | 10 | 8 | 12 | 37 | 41 | −4 | 38 | Отстранены от участия в турнирах УЕФА |

1. 1 2  Очки в личных встречах: Ростов 4, Спартак 1

Примечания Победа в матче Ничья в матче Поражение в матче 
Результаты по турам
| Тур   | 01 | 02 | 03 | 04 | 05 | 06 | 07 | 08 | 09 | 10 | 11 | 12 | 13 | 14 | 15 | 16 | 17 | 18 | 19 | 20 | 21 | 22 | 23 | 24 | 25 | 26 | 27 | 28 | 29 | 30 |
| ----- | -- | -- | -- | -- | -- | -- | -- | -- | -- | -- | -- | -- | -- | -- | -- | -- | -- | -- | -- | -- | -- | -- | -- | -- | -- | -- | -- | -- | -- | -- |
| Поле  | Д  | Д  | В  | В  | Д  | В  | В  | Д  | В  | В  | Д  | В  | В  | Д  | Д  | В  | Д  | Д  | В  | Д  | Д  | В  | Д  | В  | Д  | В  | В  | Д  | В  | Д  |
| Итог  | П  | П  | П  | Н  | В  | В  | П  | В  | П  | В  | В  | П  | В  | В  | Н  | Н  | П  | В  | П  | Н  | Н  | В  | П  | В  | В  | П  | П  | В  | П  | П  |
| Место | 9  | 14 | 16 | 14 | 15 | 11 | 11 | 10 | 11 | 10 | 8  | 8  | 7  | 6  | 7  | 8  | 8  | 8  | 8  | 8  | 8  | 7  | 8  | 7  | 7  | 7  | 7  | 7  | 8  | 8  |

Статистика матчей
| 25 июля 2021 1 тур | Крылья Советов | 1:2            | Ахмат (Грозный)       | Самара |
| 19:00 МСК | Сарвели 49′    | отчёт отчёт СЭ | 6′ Уткин · 20′ Конате | Стадион: Солидарность Самара Арена Зрителей: 500 (ограничение) Судья: Левников (Санкт-Петербург) Помощники судьи: Болховитин (Санкт-Петербург), Ширяев (Ставрополь) Видеопомощник судьи (VAR): Турбин (Дмитров) Ассистент видеопомощника судьи (AVAR): Данченко (Уфа) Резервный судья: Силантьев (Самара) Игрок матча: Карапузов («Ахмат») |
| Крылья Советов: (4–4–2): Ломаев, Чернов, Зеффан ( 84' Кабутов), Солдатенков , Горшков, Якуба ( 72' Пруцев, 90+3'), Зиньковский, Липовой ( 46' Ежов), Иванисеня 54' ( 71' Витюгов), Сергеев, Сарвели ( 78' Онугха) · Ахмат: (4–5–1): Гудиев, Быстров, Богосавац, Нижич 62', Коновалов, Швец 23' ( 62' Пуцко), Харин ( 74' Семёнов), Карапузов, Уткин 35', Конате ( 57' Архипов), Лысцов ( 74' Садулаев) |                |                |                       | |

| 30 июля 2021 2 тур | Крылья Советов | 0:1                     | Спартак (Москва)   | Самара |
| 19:00 МСК |                | отчёт отчёт СЭ отчёт СМ | 68′ (пен.) Соболев | Стадион: Солидарность Самара Арена Зрителей: 500 (ограничение) Судья: Кукуян (Сочи) Помощники судьи: Назаров (Невинномысск), Сейфетдинов (Казань) Видеопомощник судьи (VAR): Шадыханов (Москва) Ассистент видеопомощника судьи (AVAR): Богач (Люберцы) Резервный судья: Бобровский (Санкт-Петербург) Игрок матча: Соболев («Спартак») |
| Крылья Советов: (4–4–2): Ломаев, Зеффан, Божин 67' ( 82' Витюгов), Солдатенков, Горшков 47', Ежов (Пиняев, 76), Иванисеня 90', Якуба ( 26' Пруцев), Зиньковский, Сарвели ( 82' Цыпченко), Сергеев ( 76' Онугха) · Спартак: (4–5–1): Максименко, Рассказов, Жиго, Джикия , Айртон, Умяров, Зобнин ( 74' Крал), Бакаев 65' ( 85' Хендрикс), Игнатов ( 59' Ларссон), Мозес 52' ( 59' Мирзов), Соболев |                |                         |                    | |

| 7 августа 2021 3 тур | Арсенал (Тула)                  | 2:1            | Крылья Советов     | Тула |
| 17:30 МСК | Давиташвили 3′ · Хлусевич 45+2′ | отчёт отчёт СЭ | 49′ (пен.) Сергеев | Стадион: Арсенал Зрителей: 988 (ограничение) Судья: Кукуляк (Калуга) Помощники судьи: Воронцов (Ярославль), Ермаков (Санкт-Петербург) Видеопомощник судьи (VAR): Жабченко (Краснодар) Ассистент видеопомощника судьи (AVAR): Гаврилин (Владимир) Резервный судья: Силантьев (Самара) Игрок матча: Хлусевич («Арсенал») |
| Арсенал: (5–4–1): Левашов, Смольников, Бурлак 45+4' ( 73' Довбня), Новосельцев, Бьорнстрем, Пантелеев ( 80' Костадинов), Чаушич, Хлусевич ( 68' Ткачев), Давиташвили ( 68' Э.Кангва), Луценко ( 80' Тудорие) · Крылья Советов: (4–4–2): Ломаев, Божин , Зеффан ( 57' Витюгов), Солдатенков 75', Горшков, Зиньковский ( 76' Пиняев), Ежов, Пруцев, Иванисеня ( 85' Цыпченко), Сарвели ( 57' Глушенков), Онугха ( 46' Сергеев) |                                 |                |                    | |

| 15 августа 2021 4 тур | Рубин (Казань)  | 1:1            | Крылья Советов | Казань |
| 20:00 МСК | Хван Ин Бом 63′ | отчёт отчёт СЭ | 59′ Сергеев    | Стадион: Ак Барс Арена Зрителей: 10 488 (ограничение) Судья: Сухой (Люберцы) Помощники судьи: Шаламберидзе (Москва), Кудрявцев (Санкт-Петербург) Видеопомощник судьи (VAR): Турбин (Дмитров) Ассистент видеопомощника судьи (AVAR): Мосякин (Москва) Резервный судья: Сельдяков (Балашиха) Игрок матча: Зиньковский («Крылья Советов») |
| Рубин: (4–3–3): Дюпин, Зотов, Бегич 78', Уремович , Шатов ( 39' Йевтич), Костюков, Бакаев ( 46' И.Игнатьев), Самошников 40' ( 73' В.Игнатьев), Хван Ин Бом 90+2', Абильдгор 77', Хакшабанович ( 56' Кварацхелия) · Кузьмин (тренер) 90+1' · Крылья Советов: (4–4–2): Ломаев 63', Чернов, Зеффан, Солдатенков , Горшков, Зиньковский ( 74' Пиняев), Ежов ( 90' Кабутов), Витюгов ( 85' Пруцев), Глушенков ( 74' Сарвели), Иванисеня, Сергеев ( 85' Онугха) |                 |                |                | |

| 23 августа 2021 5 тур | Крылья Советов | 1:0            | Сочи | Самара |
| 20:00 МСК | Сергеев 33′    | отчёт отчёт СЭ |      | Стадион: Солидарность Самара Арена Зрителей: 1556 (ограничение) Судья: Фролов (Москва) Помощники судьи: Мурашов (Москва), Ковалёв (Реутов) Видеопомощник судьи (VAR): не было Резервный судья: Буланов (Саранск) Игрок матча: Ежов («Крылья Советов») |
| Крылья Советов: (4–4–2): Ломаев, Чернов, Зеффан, Солдатенков , Горшков, Зиньковский ( 77' Кабутов), Ежов ( 87' Пиняев), Глушенков ( 62' Сарвели), Пруцев 39' ( 77' Витюгов), Иванисеня, Сергеев ( 87' Цыпченко) · Сочи: (3–4–3): Джанаев 90+', Терехов, Цаллагов, Заика, Юрганов, Барач, Родригау, Попов ( 77' Воробьёв), Юсупов, Ангбан, Барсов ( 70' Жоаузинью) |                |                |      | |

| 29 августа 2021 6 тур | Уфа                 | 1:2            | Крылья Советов             | Уфа |
| 16:30 МСК | Агаларов 61′ (пен.) | отчёт отчёт СЭ | 27′ Чернов · 29′ Глушенков | Стадион: BetBoom Арена Зрителей: 594 (ограничение) Судья: Безбородов (Санкт-Петербург) Помощники судьи: Чельцов (Москва), Петросян (Ростов-на-Дону) Видеопомощник судьи (VAR): Казарцев (Санкт-Петербург) Ассистент видеопомощника судьи (AVAR): Богданов (Верея) Резервный судья: Сафьян (Москва) Игрок матча: Чернов («Крылья Советов») |
| Уфа: (5–3–2): Беленов, Журавлёв, Плиев, Йокич , Кротов ( 77' Жамалетдинов), Алиев ( 78' Бауэр), Камилов ( 90' Бизоза), Агаларов 77', Фищенко ( 70' Урунов), Мрзляк 24' ( 89' Голубев), Касинтура · Крылья Советов: (4–4–2): Ломаев, Чернов, Горшков ( 90+3' Цыпченко), Солдатенков , Зеффан, Зиньковский ( 80' Божин), Пруцев ( 65' Витюгов), Ежов 60', Иванисеня, Сергеев ( 90+2' Пиняев), Глушенков ( 65' Кабутов) |                     |                |                            | |

| 11 сентября 2021 7 тур | Локомотив (Москва) | 2:0                     | Крылья Советов | Москва |
| 14:00 МСК | Камано 59′, 80′    | отчёт отчёт СЭ отчёт ЛМ |                | Стадион: РЖД Арена Зрителей: 2559 (ограничение) Судья: Казарцев Помощники судьи: Веретёшкин, Милюченко Видеопомощник судьи (VAR): Жабченко (Краснодар) Ассистент видеопомощника судьи (AVAR): Болховитин (Санкт-Петербург) Резервный судья: Аверьянов (все – Санкт-Петербург) Игрок матча: Камано («Локомотив») |
| Локомотив: (4–4–2): Гильерме , Живоглядов 90+3', Едвай, Жемалетдинов ( 77' Марадишвили), Куликов, Тикнизян 29', Магкеев, Петров ( 58' Камано), Бека-Бека, Смолов ( 83' Анджорин), Керк ( 58' Лисакович, 58) · Крылья Советов: (4–4–2): Ломаев, Чернов 64', Горшков, Бегич, Бейл ( 70' Зеффан), Зиньковский ( 83' Кабутов), Ежов ( 70' Глушенков), Пруцев ( 74' Якуба 90+4'), Иванисеня, Сергеев, Сарвели ( 70' Пиняев) |                    |                         |                | |

| 18 сентября 2021 8 тур | Крылья Советов                                                | 4:2            | Ростов (Ростов-на-Дону)     | Самара |
| 16:30 МСК | Баштуш 44′ (авт.) · Бегич 50′ · Глушенков 58′ · Сарвели 90+2′ | отчёт отчёт СЭ | 23′ Комличенко · 69′ Глебов | Стадион: Солидарность Самара Арена Зрителей: 998 (ограничение) Судья: Панин (Дмитров) Помощники судьи: Демешко (Химки), Мухтаров (Петрозаводск) Видеопомощник судьи (VAR): Турбин (Дмитров) Ассистент видеопомощника судьи (AVAR): Елеференко (Москва) Резервный судья: Силантьев (Самара) Игрок матча: Бегич («Крылья Советов») |
| Крылья Советов: (4–4–2): Ломаев, Зеффан, Солдатенков , Горшков 6' ( 72' Кабутов), Бегич, Якуба ( 72' Пруцев), Зиньковский ( 75' Пиняев), Ежов, Глушенков ( 71' Сарвели), Иванисеня 70', Сергеев · Ростов: (5–3–2): Песьяков, Баштуш, Осипенко , Поярков ( 64' Терентьев), Хаджикадунич, Мамаев ( 87' Гигович), Фольмер ( 63' Соу 80'), Глебов, Лангович ( 82' Турищев), Альмквист ( 63' Сухомлинов), Комличенко |                                                               |                |                             | |

| 25 сентября 2021 9 тур | Зенит (Санкт-Петербург)         | 2:1            | Крылья Советов  | Санкт-Петербург |
| 16:30 МСК | Дзюба 35′ · Сутормин 79′ (пен.) | отчёт отчёт СЭ | 14′ Зиньковский | Стадион: Газпром Арена Зрителей: 13 471 (ограничение) Судья: Мешков (Дмитров) Помощники судьи: Воронцов (Москва), Петросян (Бронницы) Видеопомощник судьи (VAR): Карасёв (Москва) Ассистент видеопомощника судьи (AVAR): Мурашов (Москва) Резервный судья: Бобровский (Санкт-Петербург) Игрок матча: Дзюба («Зенит») |
| Зенит: (4–5–1): Крицюк, Ракицкий ( 72' Круговой), Чистяков, Дуглас Сантос, Сутормин, Кузяев 26' ( 46' Ерохин 55'), Барриос, Вендел, Клаудиньо ( 72' Мостовой), Дзюба ( 80' Азмун), Малком ( 87' Кравцов) · Крылья Советов: (4–4–2): Ломаев, Чернов, Зеффан 5', Солдатенков 85', Горшков, Якуба ( 68' Пруцев), Зиньковский 79', Ежов ( 85' Бейл), Глушенков 9' ( 68' Сарвели), Иванисеня ( 87' Цыпченко), Сергеев 71' ( 85' Пиняев 90+') |                                 |                |                 | |

| 2 октября 2021 10 тур | Динамо (Москва) | 0:1            | Крылья Советов | Москва |
| 16:30 МСК |                 | отчёт отчёт СЭ | 23′ Ежов       | Стадион: ВТБ Арена Зрителей: 7437 (ограничение) Судья: Кукуляк (Калуга) Помощники судьи: Лунёв (Новосибирск), Назаров (Невинномысск) Видеопомощник судьи (VAR): Жабченко (Краснодар) Ассистент видеопомощника судьи (AVAR): Богач (Люберцы) Резервный судья: Галимов (Улан-Удэ) Игрок матча: Ежов («Крылья Советов») |
| Динамо: (4–3–3): Лещук, Ордец , Варела, Скопинцев, Бальбуэна, Фомин ( 72' Н’Жи), Грулёв ( 56' Тюкавин), Моро ( 83' Игбун), Шиманьски, Макаров 11', Захарян 72' · Крылья Советов: (4–4–2): Ломаев 65', Чернов 30', Зеффан, Горшков, Бегич, Зиньковский ( 73' Липовой), Ежов ( 90+1' Пиняев), Глушенков ( 73' Сарвели), Пруцев ( 90+2' Якуба 90+6'), Иванисеня, Сергеев ( 90+4' Цыпченко) |                 |                |                | |

| 17 октября 2021 11 тур | Крылья Советов   | 2:0            | Нижний Новгород | Самара |
| 15:30 МСК | Сарвели 36′, 50′ | отчёт отчёт СЭ | 83′ Калинский   | Стадион: Солидарность Самара Арена Зрителей: 997 (ограничение) Судья: Амелин (Тула) Помощники судьи: Миневич (Смоленск), Сейфетдинов (Казань) Видеопомощник судьи (VAR): Иванов (Ростов-на-Дону) Ассистент видеопомощника судьи (AVAR): Березнов (Москва) Резервный судья: Шафеев (Волгоград) Игрок матча: Сарвели («Крылья Советов») |
| Крылья Советов: (4–4–2): Ломаев, Чернов , Горшков, Бегич, Бейл ( 77' Солдатенков), Зиньковский ( 68' Витюгов), Ежов ( 87' Кабутов), Пруцев ( 68' Пиняев), Иванисеня, Сергеев, Сарвели ( 67' Глушенков) · Нижний Новгород: (5–4–1): Анисимов, Козлов ( 90' Пенчиков), Гоцук ( 70' Миладинович), Кечкеш, Юлдошев ( 60' Косарев), Ткачук, Калинский, Шарипов ( 70' Галаджан), Могилевец ( 46' Горбунов 72'), Берковский, Сулейманов 57' |                  |                |                 | |

| 23 октября 2021 12 тур | ЦСКА (Москва)                           | 3:1                       | Крылья Советов | Москва |
| 19:00 МСК | Эджуке 57′ · Чалов 85′ · Заболотный 89′ | отчёт отчёт СЭ отчёт ЦСКА | 11′ Сергеев    | Стадион: ВЭБ Арена Зрителей: 6375 (ограничение) Судья: Мешков (Дмитров) Помощники судьи: Богданов (Верея), Гурбанов (Краснодар) Видеопомощник судьи (VAR): Кукуян (Сочи) Ассистент видеопомощника судьи (AVAR): Гаврилин (Владимир) Резервный судья: Чебан (Москва) Игрок матча: Эджуке (ЦСКА) |
| ЦСКА: (4–5–1): Акинфеев , Набабкин, Щенников ( 77' Дзагоев), Марио Фернандес, Ахметов ( 77' Кучаев), Обляков, Зайнутдинов, Бийол, Мухин 8' ( 68' Чалов), Заболотный, Эджуке ( 90' Васин) · Крылья Советов: (4–4–2): Ломаев, Чернов , Горшков ( 82' Кабутов), Бегич 73', Бейл, Зиньковский ( 79' Глушенков), Ежов, Пруцев 60', Иванисеня ( 85' Витюгов), Сергеев ( 87' Цыпченко), Сарвели ( 79' Пиняев) |                                         |                           |                | |

| 30 октября 2021 13 тур | Краснодар (Краснодар) | 0:1            | Крылья Советов | Краснодар |
| 19:00 МСК |                       | отчёт отчёт СЭ | 43′ Сарвели    | Стадион: Краснодар Зрителей: 10 554 (ограничение) Судья: Кукуляк (Калуга) Помощники судьи: Богданов, Кобзев (оба – Москва) Видеопомощник судьи (VAR): Турбин (Дмитров) Ассистент видеопомощника судьи (AVAR): Березнов (Москва) Резервный судья: Чебан (Москва) Игрок матча: Ломаев («Крылья Советов») |
| Краснодар: (4–5–1): Сафонов, Петров ( 61' Ионов), Сорокин, Крыховяк , Кабелла 45+4', Классон ( 72' Ильин 77'), Вилена, Черников, Сперцян, Кайо, Кордоба · Крылья Советов: (4–4–2): Ломаев, Чернов, Солдатенков , Горшков, Бейл, Зиньковский ( 80' Витюгов 90+1'), Ежов ( 84' Зеффан), Пруцев ( 80' Пиняев), Иванисеня 30' 89', Сергеев 45' ( 84' Глушенков), Сарвели ( 73' Цыпченко) |                       |                |                | |

| 6 ноября 2021 14 тур | Крылья Советов                              | 3:0            | Химки | Самара |
| 16:30 МСК | Сарвели 20′ · Сергеев 39′ (пен.) · Ежов 71′ | отчёт отчёт СЭ |       | Стадион: Солидарность Самара Арена Зрителей: 498 (ограничение) Судья: Любимов Помощники судьи: Большаков, Ермаков (все – Санкт-Петербург) Видеопомощник судьи (VAR): Матюнин (Москва) Ассистент видеопомощника судьи (AVAR): Гаврилин (Москва) Резервный судья: Низовцев (Нижний Новгород) Игрок матча: Зиньковский («Крылья Советов») |
| Крылья Советов: (4–4–2): Ломаев, Зеффан 87', Бегич, Чернов , Горшков 67' ( 77' Бейл), Ежов ( 81' Липовой), Витюгов 4' ( 73' Пиняев), Пруцев, Зиньковский ( 73' Якуба), Сарвели ( 77' Глушенков), Сергеев · Химки: (3–5–2): Лантратов, Карпов 39', Дагерстоль ( 80' Сабович), Идову 29' ( 76' Набиуллин), Трошечкин ( 64' Адеми), Глушаков , Данилкин 45' ( 77' Садыгов), Филин 72', Кухарчук ( 64' Соколов), Мирзов, Боженов |                                             |                |       | |

| 20 ноября 2021 15 тур | Крылья Советов   | 1:1            | Урал (Екатеринбург) | Самара |
| 14:00 МСК | Мамин 59′ (авт.) | отчёт отчёт СЭ | Железнов 90′        | Стадион: Солидарность Самара Арена Зрителей: 3441 (ограничение) Судья: Левников (Санкт-Петербург) Помощники судьи: Веретёшкин (Санкт-Петербург), Иванов (Кострома) Видеопомощник судьи (VAR): Карасёв (Москва) Ассистент видеопомощника судьи (AVAR): Демешко (Химки) Резервный судья: Пустовойтова (Москва) Игрок матча: Бикфалви («Урал») |
| Крылья Советов: (4–4–2): Ломаев, Чернов ( 90+1' Зеффан), Бегич, Горшков, Бейл 66' ( 90+1' Липовой), Зиньковский ( 76' Пиняев), Витюгов ( 68' Иванисеня 90+2'), Пруцев 72', Ежов, Сергеев, Сарвели ( 67' Глушенков) · Урал: (3–6–1): Помазун, Мамин ( 79' Евсеев), Гогличидзе, Кулаков , Адамов 86', Колесниченко 47' ( 62' Железнов), Кузьмичев, Йовичич ( 51' Гагнидзе 71'), Бикфалви, Егорычев, Аугустыняк 7' |                  |                |                     | |

| 28 ноября 2021 16 тур | Нижний Новгород | 0:0            | Крылья Советов | Нижний Новгород |
| 14:00 МСК |                 | отчёт отчёт СЭ |                | Стадион: Нижний Новгород Зрителей: 1775 (ограничение) Судья: Мешков (Дмитров) Помощники судьи: Чельцов (Москва), Петросян (Бронницы) Видеопомощник судьи (VAR): Сиденков (Санкт-Петербург) Ассистент видеопомощника судьи (AVAR): Сафьян (Москва) Резервный судья: Бобровский (Санкт-Петербург) Игрок матча: Витюгов («Крылья Советов») |
| Нижний Новгород: (4–5–1): Нигматуллин, Юлдошев, Масоэро, Кечкеш, Козлов, Каккоев, Берковский ( 77' Балай), Калинский , Шарипов 64' ( 77' Сапета), Сулейманов 31' ( 63' Эннин), Косарев ( 56' Горбунов) · Крылья Советов: (4–4–2): Ломаев, Горшков 42' ( 70' Якуба), Солдатенков , Бейл, Бегич, Зиньковский 61' ( 77' Пиняев), Зеффан, Витюгов ( 89' Цыпченко), Ежов ( 89' Липовой), Сергеев, Сарвели ( 70' Глушенков) |                 |                |                | |

| 4 декабря 2021 17 тур | Крылья Советов | 0:1                       | ЦСКА (Москва) | Самара |
| 14:00 МСК |                | отчёт отчёт СЭ отчёт ЦСКА | 75′ Бохинен   | Стадион: Солидарность Самара Арена Зрителей: 5918 (ограничение) Судья: Москалёв (Воронеж) Помощники судьи: Болховитин (Ленинградская область), Петросян (Ростов-на-Дону) Видеопомощник судьи (VAR): Любимов (Санкт-Петербург) Ассистент видеопомощника судьи (AVAR): Данченко (Уфа) Резервный судья: Панин (Дмитров) Игрок матча: Акинфеев (ЦСКА) |
| Крылья Советов: (4–4–2): Ломаев, Бейл, Чернов 83', Бегич, Зеффан, Зиньковский ( 86' Липовой), Иванисеня ( 78' Якуба), Пруцев, Ежов ( 79' Пиняев), Сарвели ( 67' Цыпченко), Глушенков ( 66' Сергеев) · Осинькин (тренер) 29' · ЦСКА: (3–5–2): Акинфеев , Бийол, Дивеев, Набабкин, Обляков, Ахметов ( 46' Дзагоев), Мухин 60' ( 72' Бохинен), Зайнутдинов ( 75' Кучаев), Марио Фернандес, Эджуке 88' ( 90' Фукс), Заболотный |                |                           |               | |

| 11 декабря 2021 18 тур | Крылья Советов           | –:–            | Рубин (Казань) | Самара |
| 14:00 МСК | Сергеев 62′ · Пиняев 85′ | отчёт отчёт СЭ |                | Стадион: Солидарность Самара Арена Зрителей: 4598 (ограничение) Судья: Сухой (Люберцы) Помощники судьи: Мурашов, Болотенков (оба – Москва) Видеопомощник судьи (VAR): Сиденков (Санкт-Петербург) Ассистент видеопомощника судьи (AVAR): Березнов (Москва) Резервный судья: Буланов (Саранск) Игрок матча: Сергеев («Крылья Советов») |
| Крылья Советов: (4–4–2): Ломаев, Бегич, Солдатенков , Горшков ( 82' Чернов), Бейл, Витюгов, Ежов ( 90+1' Якуба), Зиньковский ( 78' Пиняев), Иванисеня, Пруцев, Сарвели ( 79' Глушенков), Сергеев · Рубин: (4–5–1): Дюпин, Уремович ( 83' Мусаев), Зотов, Тальби, Бакаев, Дрейер, Кварацхелия, Зуев 56', Абильдгор, Онугха ( 46' Деспотович), Хакшабанович |                          |                |                | |

| 6 марта 2022 20 тур | Крылья Советов             | 2:2            | Арсенал (Тула)                       | Самара |
| 14:00 МСК | Сарвели 52′ · Игнатьев 83′ | отчёт отчёт СЭ | 13′ К.Кангва · 70′ (пен.) Деспотович | Стадион: Солидарность Самара Арена Зрителей: 3756 Судья: Шадыханов Помощники судьи: Болотенков, Шаламберидзе (все – Москва) Видеопомощник судьи (VAR): Мешков (Дмитров) Ассистент видеопомощника судьи (AVAR): Березнов (Москва) Резервный судья: Анопа (Благовещенск) Игрок матча: К.Кангва («Арсенал») |
| Крылья Советов: (4–4–2): Ломаев, Солдатенков , Горшков, Костанца, Бейл 44', Барач, Якуба ( 72' Цыпченко), Ежов 78' ( 80' Пиняев), Глушенков ( 73' Игнатьев), Зиньковский, Сарвели ( 88' Коваленко) · Арсенал: (4–5–1): Коченков 88', Смольников, Степанов 54', Беляев, Новосельцев, Гулиев 76' ( 79' Костадинов), Чаушич 61' 86', Давиташвили 65' ( 87' Суханов 90+2'), К.Кангва ( 90' Хабибов), Э.Кангва, Деспотович ( 78' Марков) |                            |                |                                      | |

| 13 марта 2022 21 тур | Крылья Советов | 1:1                      | Зенит (Санкт-Петербург) | Самара |
| 16:30 МСК | Барач 90+1′    | отчёт отчёт СЭ отчёт СЭ3 | 86′ Круговой            | Стадион: Солидарность Самара Арена Зрителей: 8776 Судья: Фролов (Москва) Помощники судьи: Елеференко (Москва), Миневич (Смоленск) Видеопомощник судьи (VAR): Кукуян (Сочи) Ассистент видеопомощника судьи (AVAR): Данченко (Уфа) Резервный судья: Силантьев (Самара) Игрок матча: Барач («Крылья Советов») |
| Крылья Советов: (4–4–2): Ломаев, Солдатенков , Горшков, Костанца 84', Бейл, Барач, Якуба ( 80' Пиняев), Ежов ( 90' Липовой), Глушенков 70' ( 74' Игнатьев), Зиньковский ( 90' Коваленко), Сарвели ( 75' Цыпченко 90+7') · Зенит: (3–4–3): Кержаков, Чистяков ( 64' Караваев), Дуглас Сантос, Круговой, Барриос, Вендел 74' 90+6', Клаудиньо 3', Сутормин ( 64' Кузяев), Юри Алберто ( 87' Мостовой), Малком ( 87' Ерохин), Дзюба ( 74' Сергеев) |                |                          |                         | |

| 20 марта 2022 22 тур | Сочи                        | 2:3                     | Крылья Советов                                       | (Сириус) |
| 16:30 МСК | Мелкадзе 80′ · Макарчук 83′ | отчёт отчёт СЭ отчёт СБ | 45′ Глушенков · 78′ (пен.) Горшков · 90′ Зиньковский | Стадион: Фишт Зрителей: 3807 Судья: Любимов (Санкт-Петербург) Помощники судьи: Ермаков (Санкт-Петербург), Сейфетдинов (Казань) Видеопомощник судьи (VAR): Чистяков (Азов) Ассистент видеопомощника судьи (AVAR): Богач (Люберцы) Резервный судья: Амелин (Тула) Игрок матча: Зиньковский («Крылья Советов») |
| Сочи: (3–4–3): Джанаев , Дркушич ( 66' Прохин), Родригау, Терехов 53' 63', Цаллагов 18' ( 74' Макарчук), Юрганов, Заика ( 88' Маргасов), Юсупов ( 66' Попов), Бурмистров 31' ( 66' Мелкадзе 90+3'), Ангбан, Кассьерра · Искаков (тренер) 85', Федотов (тренер) 88' · Крылья Советов: (4–4–2): Ломаев, Солдатенков , Горшков, Костанца, Бейл 87', Барач 54', Якуба 39' ( 72' Цыпченко), Ежов ( 90' Липовой), Глушенков ( 72' Игнатьев), Зиньковский 68' ( 90' Коваленко), Сарвели ( 66' Пиняев) |                             |                         |                                                      | |

| 3 апреля 2022 23 тур | Крылья Советов | 1:2            | Уфа                         | Самара |
| 14:00 МСК | Костанца 68′   | отчёт отчёт СЭ | 12′ Журавлев · 87′ Агаларов | Стадион: Солидарность Самара Арена Зрителей: 7927 Судья: Чистяков (Азов) Помощники судьи: Образко (Ставрополь), Гурбанов (Краснодар) Видеопомощник судьи (VAR): Амелин (Тула) Ассистент видеопомощника судьи (AVAR): Чельцов (Москва) Резервный судья: Чебан (Москва) Игрок матча: Журавлёв («Уфа») |
| Крылья Советов: (4–4–2): Ломаев, Солдатенков, Горшков, Костанца 18', Бейл 80', Божин , Якуба ( 59' Цыпченко), Ежов, Глушенков ( 59' Игнатьев), Зиньковский ( 88' Коваленко), Сарвели ( 71' Пиняев) · Булатов (тренер) 42' · Уфа: (5–3–2): Беленов, Плиев, Никитин 73', Йокич , Журавлев, Фищенко, Кабутов, Иванов ( 67' Урунов, 86' Саплинов), Кротов ( 57' Емельянов), Агаларов 90', Ортис 55' ( 67' Мрзляк) |                |                |                             | |

| 6 апреля 2022 19 тур (перенесён) | Ростов (Ростов-на-Дону)           | 1:0            | Крылья Советов | Ростов-на-Дону |
| 19:00 МСК | Комличенко 18′ · ---- · Полоз 28' | отчёт отчёт СЭ |                | Стадион: Ростов Арена Зрителей: 8604 Судья: Казарцев Помощники судьи: Абусуев (оба – Санкт-Петербург), Ширяев (Ставрополь) Видеопомощник судьи (VAR): Матюнин Ассистент видеопомощника судьи (AVAR): Ерёмин (оба – Москва) Резервный судья: Аверьянов (Санкт-Петербург) Игрок матча: Комличенко («Ростов») |
| Ростов: (4–3–3): Песьяков 90+3', Осипенко, Лангович 54' ( 69' Поярков), Сильянов 51', Мелёхин, Байрамян, Тугарев ( 83' Турищев), Глебов , Щетинин ( 83' Сухомлинов), Полоз ( 60' Селява), Комличенко 44' ( 69' Голенков) · Крылья Советов: (4–4–2): Ломаев 24', Фернандо, Солдатенков, Божин , Горшков, Ежов 35', Якуба ( 82' Витюгов), Цыпченко ( 63' Коваленко), Зиньковский ( 80' Соколов), Сарвели 29' ( 63' Пиняев), Игнатьев ( 63' Глушенков 74') |                                   |                |                | |

| 10 апреля 2022 24 тур | Урал (Екатеринбург) | 0:1            | Крылья Советов  | Екатеринбург |
| 12:00 МСК |                     | отчёт отчёт СЭ | 53′ Зиньковский | Стадион: Екатеринбург Арена Зрителей: 11 527 Судья: Левников (Санкт-Петербург) Помощники судьи: Болховитин (Санкт-Петербург), Шаламберидзе (Москва) Видеопомощник судьи (VAR): Фролов (Москва) Ассистент видеопомощника судьи (AVAR): Усачёв (Ростов-на-Дону), Турбин (Дмитров) Резервный судья: Абросимов (Санкт-Петербург) Игрок матча: Зиньковский («Крылья Советов») |
| Урал: (5–4–1): Помазун, Гогличидзе, Мамин, Герасимов 3' 84', Егорычев ( 85' Юшин), Аугустыняк 57' ( 86' Подберезкин), Гаджимурадов ( 77' Железнов), Колесниченко ( 59' Мишкич 65'), Шатов 39' ( 85' Евсеев), Магомадов 28', Бикфалви · Крылья Советов: (4–4–2): Ломаев, Солдатенков , Горшков, Костанца, Бейл 24', Гапонов, Ежов ( 86' Липовой), Глушенков ( 73' Якуба), Зиньковский ( 73' Пиняев), Сарвели ( 81' Витюгов), Коваленко ( 73' Цыпченко 76') |                     |                |                 | |

| 17 апреля 2022 25 тур | Крылья Советов              | 2:0            | Краснодар (Краснодар) | Самара |
| 16:30 МСК | Сарвели 24′ · Глушенков 53′ | отчёт отчёт СЭ |                       | Стадион: Солидарность Самара Арена Зрителей: 21 520 Судья: Карасёв (Москва) Помощники судьи: Мурашов (Москва), Сейфетдинов (Казань) Видеопомощник судьи (VAR): Матюнин Ассистент видеопомощника судьи (AVAR): Мосякин (оба – Москва) Резервный судья: Силантьев (Самара) Игрок матча: Зиньковский («Крылья Советов») |
| Крылья Советов: (4–4–2): Ломаев, Горшков, Солдатенков , Гапонов, Бейл, Зиньковский ( 77' Соколов), Коваленко, Якуба ( 73' Витюгов), Ежов 62' ( 85' Липовой), Сарвели ( 73' Пиняев), Глушенков ( 73' Цыпченко) · Краснодар: (4–3–3): Сафонов , Чернов ( 46' Волков), Мартынович ( 46' Литвинов 54'), Бородин 77' ( 81' Сорокин), Исаенко, Якимов 35', Рейхмен, Кривцов 44' ( 46' Мацукатов), Ильин ( 70' Самко), Манелов, Олусегун |                             |                |                       | |

| 24 апреля 2022 26 тур | Химки                                                                     | 4:1            | Крылья Советов | Химки |
| 14:00 МСК | Глушаков 45+1′ (пен.) · Мирзов 50′ · Садыгов 87′ · Солдатенков 89′ (авт.) | отчёт отчёт СЭ | 28′ Глушенков  | Стадион: Арена Химки Зрителей: 1601 Судья: Матюнин Помощники судьи: Мосякин, Болотенков (все – Москва) Видеопомощник судьи (VAR): Шадыханов (Москва) Ассистент видеопомощника судьи (AVAR): Болховитин (Санкт-Петербург) Резервный судья: Буланов (Саранск) Игрок матча: Глушаков («Химки») |
| Химки: (3–4–3): Лантратов, Григалава, Идову, Тихий , Набиуллин 27' ( 46' Мирзов), Боженов, Волков, Глушаков ( 85' Филин), Кухарчук ( 80' Садыгов), Сабович ( 46' Магомедов), Руденко ( 61' Главчич) · Крылья Советов: (4–4–2): Ломаев, Гапонов, Горшков 42' ( 86' Липовой), Солдатенков 58', Бейл 61', Зиньковский ( 86' Пиняев), Якуба 37' 45', Ежов, Коваленко ( 69' Соколов), Глушенков ( 69' Цыпченко), Сарвели ( 69' Витюгов) · Корниленко (сп. дир.) 45', Булатов (тренер) 69' |                                                                           |                |                | |

| 1 мая 2022 27 тур | Спартак (Москва)        | 2:1                     | Крылья Советов     | Москва |
| 14:00 МСК | Соболев 61′ (пен.), 82′ | отчёт отчёт СЭ отчёт СМ | 30′ (пен.) Горшков | Стадион: Открытие Банк Арена Зрителей: 11 844 Судья: Турбин (Дмитров) Помощники судьи: Образко, Ширяев (оба – Ставрополь) Видеопомощник судьи (VAR): Сиденков (Санкт-Петербург) Ассистент видеопомощника судьи (AVAR): Гаврилин (Владимир) Резервный судья: Амелин (Тула) Игрок матча: Соболев («Спартак») |
| Спартак: (3–4–3): Селихов 41', Жиго 7', Джикия 7', Литвинов, Мозес, Бакаев ( 69' Промес), Мартинс 66', Игнатов ( 46' Николсон), Хлусевич ( 90' Кофрие), Зобнин, Соболев ( 90' Рассказов) · Ваноли (гл. тренер) 83' · Крылья Советов: (4–4–2): Ломаев, Солдатенков 60', Горшков, Костанца 77', Гапонов, Витюгов ( 68' Барач), Ежов ( 90' Липовой), Глушенков ( 79' Пиняев), Зиньковский ( 79' Цыпченко), Сарвели, Коваленко ( 90' Соколов) |                         |                         |                    | |

| 6 мая 2022 28 тур | Крылья Советов                                                    | 5:2            | Динамо (Москва)            | Самара |
| 18:00 МСК | Глушенков 22′, 71′ · Сарвели 55′ · Зиньковский 80′ · Пиняев 90+3′ | отчёт отчёт СЭ | 41′ Бальбуэна · 74′ Грулёв | Стадион: Солидарность Самара Арена Зрителей: 32 314 Судья: Казарцев Помощники судьи: Абусуев, Жвакин (все – Санкт-Петербург) Видеопомощник судьи (VAR): Кукуляк (Калуга) Ассистент видеопомощника судьи (AVAR): Хатуев (Грозный) Резервный судья: Абросимов (Санкт-Петербург) Игрок матча: Зиньковский («Крылья Советов») |
| Крылья Советов: (4–4–2): Ломаев, Горшков, Костанца, Бейл, Барач, Гапонов, Якуба ( 89' Витюгов), Ежов ( 82' Пиняев), Глушенков ( 76' Цыпченко), Зиньковский ( 89' Липовой), Сарвели ( 82' Коваленко) · Динамо: (4–2–3–1): Шунин , Варела, Бальбуэна, Сазонов, Лаксальт 35', Моро 28' ( 64' Макаров), Грулёв 55' 90+2', Захарян 90+1', Фомин, Нжи ( 64' Лесовой), Тюкавин ( 84' Гладышев 85') · Шварц (тренер) 90+' |                                                                   |                |                            | |

| 14 мая 2022 29 тур | Ахмат (Грозный) | 1:0            | Крылья Советов | Грозный |
| 19:00 МСК | Конате 54′      | отчёт отчёт СЭ | 60' Горшков    | Стадион: Ахмат Арена Зрителей: 6737 Судья: Амелин (Тула) Помощники судьи: Елеференко (Москва), Князев (Курск) Видеопомощник судьи (VAR): Сиденков (Санкт-Петербург) Ассистент видеопомощника судьи (AVAR): Сафьян (Москва) Резервный судья: Аверьянов (Санкт-Петербург) Игрок матча: Шелия («Ахмат») |
| Ахмат: (4–2–3–1): Шелия 90+5', Богосавац, Семёнов 21' 56', Быстров ( 83' Нижич), Бериша 44' ( 75' Тодорович), Швец, Трошечкин ( 83' Себай), Уткин, Карапузов, Тимофеев 26', Умаев ( 46' Конате, 74' Харин) · Крылья Советов: (4–4–2): Овсянников, Солдатенков , Горшков, Костанца 31' ( 69' Глушенков), Бейл, Барач 90+2', Якуба ( 79' Витюгов), Ежов ( 79' Липовой), Зиньковский, Сарвели ( 69' Коваленко), Цыпченко |                 |                |                | |

| 21 мая 2022 30 тур | Крылья Советов | 0:1            | Локомотив (Москва) | Самара |
| 17:00 МСК |                | отчёт отчёт СЭ | 52′ Жемалетдинов   | Стадион: Металлург Зрителей: 14 801 Судья: Безбородов (Санкт-Петербург) Помощники судьи: Воронцов (Ярославль), Ермаков (Санкт-Петербург) Видеопомощник судьи (VAR): не было Резервный судья: Силантьев (Самара) Игрок матча: Гильерме («Локомотив») |
| Крылья Советов: (4–2–3–1): Овсянников, Солдатенков , Гапонов, Горшков, Бейл ( 82' Пиняев), Коваленко, Витюгов ( 67' Цыпченко), Зиньковский, Ежов, Сарвели, Глушенков · Ломаев 88', Корниленко (сп. дир.) 88' · Локомотив: (4–2–3–1): Гильерме 70', Живоглядов ( 85' Ненахов), Мампасси, Баринов 56', Жемалетдинов ( 75' Марадишвили), Рыбчинский ( 66' Миранчук 90+4'), Куликов, Тикнизян, Бека Бека, Керк ( 75' Петров), Кухта 90+1' |                |                |                    | |

## Кубок России
элитный групповой раунд. группа 9
| М | Команда             | И | В | Н | П | Мячи   | ±   | О |
| - | ------------------- | - | - | - | - | ------ | --- | - |
| 1 | Енисей (Красноярск) | 2 | 2 | 0 | 0 | 5 − 0  | +5  | 6 |
| 2 | Крылья Советов      | 2 | 1 | 0 | 1 | 10 − 1 | +9  | 3 |
| 3 | Знамя (Ногинск)     | 2 | 0 | 0 | 2 | 0 − 14 | −14 | 0 |

И — игры, В — выигрыши, Н — ничьи, П — проигрыши, Мячи — забитые и пропущенные голы, ± — разница голов, О — очки

Матчи
| 22 сентября 2021 элитный раунд, 2 тур | Знамя (Ногинск) | 0:10           | Крылья Советов                                                                                  | Ногинск |
| 16:00 МСК |                 | отчёт отчёт СЭ | 9′ Липовой · 21′, 64′, 71′ Цыпченко · 22′, 31′ Пиняев · 77′ Якуба · 83′, 85′ Сергеев · 89′ Бейл | Стадион: СОК "Знамя" Зрителей: 400 Судья: Танашев (Нальчик) Помощники судьи: Перов (Москва) Белокур (Владивосток) |
| Знамя: (5–4–1): Чилюшкин ( 81' Спиряков), Вовк, Передерий, Шишкин , Янбаев, Долгов, Житников, Рыжков ( 67' Белов), Карев, Столбовой ( 67' Чемагин), Павлюченко · Крылья Советов: (4–4–2): Овсянников, Бейл, Чернов ( 64' Солдатенков), Божин, Кабутов , Пруцев 4', Витюгов ( 46' Горшков), Липовой ( 64' Якуба), Пиняев ( 73' Зиньковский), Сарвели ( 69' Сергеев), Цыпченко |                 |                |                                                                                                 | |

| 27 октября 2021 элитный раунд, 3 тур | Енисей (Красноярск) | 1:0      | Крылья Советов | Красноярск |
| 15:00 МСК | Раздорских 83′      | отчёт СЭ |                | Стадион: Центральный Зрителей: 500 Судья: Фёдоров (Петрозаводск) Помощники судьи: Веретёшкин (Санкт-Петербург) Серебряков (Химки) |
| Енисей: (4–2–3–1): Опарин, Т.Рукас ( 73' А.Рукас), Лапшов, Феррейра, Масловский, Зотов 71', Самойлов ( 81' Иванов), Ломакин ( 61' Раздорских 88'), Песиков ( 73' Комков), Сухомлинов, Саная ( 61' Канаплин) · Крылья Советов: (4–4–2): Овсянников, Бейл 39' ( 46' Горшков), Бегич, Солдатенков, Кабутов ( 60' Чернов), Липовой, Витюгов, Пруцев ( 46' Иванисеня), Пиняев ( 72' Зиньковский), Глушенков ( 78' Сергеев), Цыпченко 49' 79' |                     |          |                | |

## Товарищеские и контрольные матчи
летний тренировочный сбор 2021
| 22 июня 2021 | Спартак (Суботица) | 0:5   | Крылья Советов                                                           | Стара-Пазова                                 |
| 19:00 MSK    |                    | отчёт | 23′ Липовой · 36′ Полуяхтов · 40′ Витюгов · 47′ Пиняев · 70′ Капетанович | Стадион: «Спортивный центр ФСС» Зрителей: 50 |

| 24 июня 2021 | Пролетер (Нови-Сад) | 1:3   | Крылья Советов                      | Стара-Пазова                                 |
| 19:30 MSK    | Стоянович 83′       | отчёт | 18′ Ежов · 68′ Ефремов · 78′ Пиняев | Стадион: «Спортивный центр ФСС» Зрителей: 50 |

| 26 июня 2021 | Будучност (Подгорица)      | 3:2   | Крылья Советов                  | Стара-Пазова                                 |
| 19:00 MSK    | Терзич 3′, 70′ · Грбич 89′ | отчёт | 42′ (пен.) Сарвели · 74′ Пиняев | Стадион: «Спортивный центр ФСС» Зрителей: 50 |

| 30 июня 2021 | Раднички (Крагуевац) | 0:3   | Крылья Советов                      | Стара-Пазова                                 |
|              |                      | отчёт | 21′ Ежов · 63′ Пиняев · 74′ Ефремов | Стадион: «Спортивный центр ФСС» Зрителей: 50 |

| 4 июля 2021 | Раднички (Крагуевац) | 1:4   | Крылья Советов                                      | Стара-Пазова                                 |
|             | Илич 5′              | отчёт | 2′, 41′ Липовой · 12′ Сарвели · 75′ (пен.) Цыпченко | Стадион: «Спортивный центр ФСС» Зрителей: 50 |

тренировочные матчи 2021
| 11 июля 2021 | Урал (Екатеринбург)                               | 3:1   | Крылья Советов | Екатеринбург                                       |
| 13:00 MSK | Егорычев 52′ · Бикфалви 57′ (пен.) · Панюков 116′ | отчёт | 29′ Цыпченко   | Стадион: Екатеринбург Арена Зрителей: без зрителей |
| Крылья Советов: Овсянников ( 70' Фролов), Кабутов ( 64' Прищепа), Чернов ( 70' Витюгов), Божин ( 40' Карпин), Зеффан ( 90' Липовой), Витюгов, Иванисеня ( 90' Чернов), Зиньковский ( 71' Кабутов), Липовой ( 64' Пиняев), Сарвели, Цыпченко |                                                   |       |                |                                                    |

| 18 июля 2021 | Крылья Советов | 0:1   | Урал (Екатеринбург) | Самара                                                                            |
| 15:15 MSK |                | отчёт | 28′ Железнов        | Стадион: Солидарность Самара Арена Зрителей: без зрителей Судья: Марушко (Самара) |
| Крылья Советов: Ломаев, Зеффан ( 75' Прищепа), Чернов ( 60' Божин), Солдатенков ( 60' Карпов), Горшков ( 60' Кабутов), Иванисеня ( 60' Пруцев), Якуба ( 60' Витюгов), Зиньковский ( 60' Пиняев), Сарвели ( 60' Цыпченко), Липовой ( 45' Онугха), Сергеев ( 60' Липовой, 75' Смирнов) |                |       |                     |                                                                                   |

| 5 сентября 2021 | Урал (Екатеринбург) | 1:4   | Крылья Советов                                         | Екатеринбург                                       |
| 15:00 MSK | Агеев 75′ (пен.)    | отчёт | 6′ Сарвели · 91′ Липовой · 101′ Чернов · 118′ Цыпченко | Стадион: Екатеринбург Арена Зрителей: без зрителей |
| Крылья Советов: Овсянников ( 60' Фролов 75'), Чернов ( 40' Божин), Бегич ( 80' Чернов), Кабутов ( 40' Горшков), Бейл ( 80' Кабутов 95'), Витюгов ( 80' Якуба), Иванисеня ( 75' Смирнов), Зиньковский ( 40' Цыпченко), Ежов ( 40' Липовой), Сарвели ( 80' Ежов), Сергеев ( 60' Глушенков) |                     |       |                                                        |                                                    |

| 11 октября 2021 | Урал (Екатеринбург) | 1:1   | Крылья Советов | Екатеринбург                                       |
| 16:00 MSK | Гаджимурадов 60′    | отчёт | 93′ Липовой    | Стадион: Екатеринбург Арена Зрителей: без зрителей |
| Крылья Советов: Овсянников ( 46' Фролов), Бейл ( 80' Кабутов), Солдатенков ( 80' Божин), Божин ( 46' Чернов), Кабутов ( 46' Горшков), Витюгов ( 85' Смирнов), Якуба ( 72' Иванисеня), Липовой ( 46' Ежов), Зиньковский ( 35' Глушенков), Сарвели ( 80' Липовой), Цыпченко ( 46' Сергеев) |                     |       |                |                                                    |

| 14 ноября 2021 | Химки | 0:4   | Крылья Советов                 | Новогорск                                       |
| 13:30 MSK |       | отчёт | -2 Липовой · Чернов · Цыпченко | Стадион: УТЦ «Новогорск» Зрителей: без зрителей |
| Крылья Советов: (1 тайм): Овсянников, Зеффан, Бегич, Солдатенков, Бейл, Якуба, Витюгов, Липовой, Зиньковский, Глушенков, Цыпченко |       |       |                                |                                                 |

зимний тренировочный сбор 2022
| 18 января 2022 | Академия Сегед-Чанада Грошича (Сегед) | 0:2               | Крылья Советов                  | Белек                                           |
| 17:00 MSK |                                       | отчёт обзор матча | 10′ Глушенков · 49′ Зиньковский | Стадион: Bellis Hotel Sport Center Зрителей: 50 |
| Академия Сегед-Чанада Грошича: состав · Крылья Советов: (1 тайм): Ломаев, Божин, Бегич, Кабутов , Бейл, Витюгов, Якуба 37', Липовой, Пиняев, Глушенков, Цыпченко · (2 тайм): Овсянников, Чернов , Никитенков, Тепляков ( 70' Герчиков), Гудков, Горшков, Смирнов 65', Мотивечёв ( 70' Великородный), Зиньковский, Ежов, Сарвели |                                       |                   |                                 |                                                 |

| 22 января 2022 | Целе (Целе)     | 1:1               | Крылья Советов                 | Белек                                       |
| 17:30 MSK | Божич 2′ (пен.) | отчёт обзор матча | 49′ Герчиков · 41' Зиньковский | Стадион: Papillon Sport Center Зрителей: 50 |
| Целе: состав · Крылья Советов: (1 тайм): Овсянников, Солдатенков , Чернов, Горшков 25', Бейл, Якуба, Иванисеня ( 34' Витюгов), Зиньковский, Ежов, Глушенков, Цыпченко · (2 тайм): Ломаев, Чернов ( 70' Иванисеня), Никитенков, Кабутов , Гудков, Смирнов, Витюгов 55', Великородный, Пиняев, Герчиков, Цыпченко ( 57' Глушенков, 70' Соколов) |                 |                   |                                |                                             |

| 24 января 2022 | Радник (Сурдулица) | 0:2               | Крылья Советов                 | Белек                              |
| 11:25 MSK |                    | отчёт обзор матча | 3′ Иванисеня · 67′ Зиньковский | Стадион: Bellis Hotel Sport Center |
| Крылья Советов: Ломаев ( 77' Тимченко), Божин ( 46' Герчиков), Солдатенков 40' ( 46' Никитенков), Чернов ( 46' Никитенков), Горшков ( 68' Иванисеня), Якуба ( 46' Гудков), Иванисеня ( 33' Кабутов), Зиньковский ( 68' Ежов 89'), Ежов ( 46' Пиняев), Глушенков ( 46' Великородный), Цыпченко 65' ( 68' Глушенков) |                    |                   |                                |                                    |

| 30 января 2022 | Академия Пандева (Струмица) | 0:0               | Крылья Советов | Белек                                                             |
| 17:00 MSK |                             | отчёт обзор матча |                | Стадион: Bellis Hotel Sport Center Зрителей: 50 Судья: Безбородов |
| Крылья Советов: (1 тайм): Овсянников, Божин, Солдатенков, Горшков, Кабутов , Витюгов, Иванисеня, Липовой 33', Пиняев, Цыпченко, Игнатьев · (2 тайм): Овсянников, Гудков, Иванисеня ( 70' Фернандо), Солдатенков ( 70' Божин), Смирнов, Пиняев ( 57' Салтыков), Якуба, Великородный 69', Ежов, Коваленко, Глушенков |                             |                   |                |                                                                   |

| 6 февраля 2022 | Нижний Новгород | 0:2               | Крылья Советов                 | Лара                                       |
| 17:00 MSK |                 | отчёт обзор матча | 55′ Зиньковский · 97′ Цыпченко | Стадион: Nirvana Cosmopolitan Зрителей: 50 |
| Нижний Новгород: состав · Крылья Советов: Ломаев ( 46' Овсянников, 90' Фролов), Божин ( 63' Фернандо), Солдатенков ( 78' Салтыков), Горшков ( 78' Герчиков), Бейл ( 63' Иванисеня), Витюгов ( 78' Смирнов), Якуба ( 63' Коваленко), Зиньковский ( 78' Великородный), Пиняев ( 63' Липовой), Сарвели ( 63' Игнатьев), Глушенков ( 63' Цыпченко) |                 |                   |                                |                                            |

| 9 февраля 2022 | Астана (Нур-Султан) | 1:2               | Крылья Советов            | Белек                              |
| 11:00 MSK | Аймбетов 46′        | отчёт обзор матча | 43′ Липовой · 64′ Горшков | Стадион: Bellis Hotel Sport Center |
| Крылья Советов: Ломаев ( 46' Фролов), Божин ( 46' Витюгов, 69' Салтыков), Солдатенков ( 55' Смирнов), Фернандо ( 46' Бейл, 69' Герчиков), Бейл ( 25' Горшков, 69' Гудков), Витюгов ( 25' Якуба 57' 60', 61' Иванисеня), Иванисеня ( 25' Коваленко, 69' Великородный), Зиньковский ( 46' Пиняев), Липовой ( 46' Ежов), Цыпченко ( 35' Сарвели), Игнатьев ( 46' Глушенков) |                     |                   |                           |                                    |

| 14 февраля 2022 | Рубин (Казань)                                             | 5:0               | Крылья Советов | Белек                                            |
| 15:00 MSK | Дрейер 19′, 43′, 54′ · Ин Бом 56′ · Зотов 75′ · Дрейер 43' | отчёт обзор матча |                | Стадион: Bellis Hotel Sport Center Зрителей: 100 |
| Рубин: состав · Крылья Советов: Ломаев ( 46' Овсянников), Божин , Солдатенков ( 25' Фернандо), Горшков ( 61' Бейл), Бейл ( 46' Солдатенков), Якуба ( 46' Смирнов), Салтыков ( 46' Гудков), Зиньковский ( 61' Ежов), Ежов ( 30' Липовой) ( 61' Глушенков), Глушенков ( 30' Цыпченко), Игнатьев ( 46' Пиняев) |                                                            |                   |                |                                                  |

| 19 февраля 2022 | Химки | 3:7   | Крылья Советов                                            | Белек                                      |
| 17:30 MSK       | 3?    | отчёт | –2 Зиньковский · –2 Пиняев · Глушенков · Липовой · (авт.) | Стадион: Gloria Sports Arena Зрителей: 100 |

тренировочные матчи 2022
| 26 марта 2022 | Рубин (Казань) | 0:5   | Крылья Советов | Казань                                            |
| 14:00 MSK |                | отчёт | 5?             | Стадион: Академия ФК Рубин Зрителей: без зрителей |
| Рубин: состав Крылья Советов: (1 тайм): Овсянников, Коваленко, Божин , Бейл, Гапонов, Горшков, Костанца, Липовой, Ежов, Цыпченко, Соколов (замены): Фролов, Солдатенков, Гудков, Якуба, Смирнов, Тепляков |                |       |                |                                                   |

## Игры и голы
| №.                                                 | Нац.             | Позиция | Игрок                          | Всего | Всего | Чемпионат | Чемпионат | Кубок | Кубок |
| №.                                                 | Нац.             | Позиция | Игрок                          | Игры  | Голы  | Игры      | Голы      | Игры  | Голы  |
| Вратари                                            |                  |         |                                |       |       |           |           |       |       |
| -------------------------------------------------- | ---------------- | ------- | ------------------------------ | ----- | ----- | --------- | --------- | ----- | ----- |
| 1                                                  | Флаг России      | Вр      | Иван Ломаев                    | 28    | -34   | 28        | -34       | -     | -     |
| 81                                                 | Флаг России      | Вр      | Богдан Овсянников              | 4     | -3    | 2         | -2        | 2     | -1    |
| Защитники                                          |                  |         |                                |       |       |           |           |       |       |
| 4                                                  | Флаг России      | Защ     | Александр Солдатенков          | 25    | 0     | 23        | 0         | 2     | 0     |
| 5                                                  | Флаг России      | Защ     | Юрий Горшков                   | 31    | 2     | 29        | 2         | 2     | 0     |
| 22                                                 | Флаг Италии      | Защ     | Фернандо Костанца              | 9     | 1     | 9         | 1         | -     | -     |
| 23                                                 | Флаг Нидерландов | Защ     | Гленн Бейл                     | 23    | 1     | 21        | 0         | 2     | 1     |
| 44                                                 | Флаг Хорватии    | Защ     | Матео Барач                    | 6     | 1     | 6         | 1         | -     | -     |
| 47                                                 | Флаг России      | Защ     | Сергей Божин                   | 6     | 0     | 5         | 0         | 1     | 0     |
| 95                                                 | Флаг России      | Защ     | Илья Гапонов                   | 6     | 0     | 6         | 0         | -     | -     |
| Полузащитники                                      |                  |         |                                |       |       |           |           |       |       |
| 6                                                  | Флаг России      | ПЗ      | Денис Якуба                    | 21    | 1     | 20        | 0         | 1     | 1     |
| 8                                                  | Флаг России      | ПЗ      | Максим Витюгов                 | 23    | 0     | 21        | 0         | 2     | 0     |
| 11                                                 | Флаг России      | ПЗ      | Роман Ежов                     | 30    | 2     | 30        | 2         | -     | -     |
| 13                                                 | Флаг России      | ПЗ      | Данил Липовой                  | 16    | 1     | 14        | 0         | 2     | 1     |
| 14                                                 | Флаг России      | ПЗ      | Александр Коваленко            | 12    | 0     | 12        | 0         | -     | -     |
| 17                                                 | Флаг России      | ПЗ      | Антон Зиньковский              | 31    | 4     | 29        | 4         | 2     | 0     |
| 21                                                 | Флаг Украины     | ПЗ      | Дмитрий Иванисеня              | 17    | 0     | 16        | 0         | 1     | 0     |
| 77                                                 | Флаг России      | ПЗ      | Артём Соколов                  | 4     | 0     | 4         | 0         | -     | -     |
| Нападающие                                         |                  |         |                                |       |       |           |           |       |       |
| 9                                                  | Флаг России      | Нап     | Сергей Пиняев                  | 30    | 4     | 28        | 2         | 2     | 2     |
| 10                                                 | Флаг России      | Нап     | Владислав Сарвели              | 30    | 9     | 29        | 9         | 1     | 0     |
| 15                                                 | Флаг России      | Нап     | Максим Глушенков               | 29    | 7     | 28        | 7         | 1     | 0     |
| 19                                                 | Флаг России      | Нап     | Дмитрий Цыпченко               | 24    | 3     | 22        | 0         | 2     | 3     |
| 85                                                 | Флаг России      | Нап     | Иван Игнатьев                  | 5     | 1     | 5         | 1         | -     | -     |
| Игроки покинувшие команду по ходу сезона:          |                  |         |                                |       |       |           |           |       |       |
| 2                                                  | Флаг Хорватии    | Защ     | Сильвие Бегич (Рубин)          | 11    | 1     | 10        | 1         | 1     | 0     |
| 3                                                  | Флаг России      | Защ     | Никита Чернов (Спартак)        | 16    | 1     | 14        | 1         | 2     | 0     |
| 7                                                  | Флаг России      | ПЗ      | Дмитрий Кабутов (Уфа)          | 10    | 0     | 8         | 0         | 2     | 0     |
| 18                                                 | Флаг Алжира      | Защ     | Мехди Зеффан (Ени Малатьяспор) | 15    | 0     | 15        | 0         | -     | -     |
| 20                                                 | Флаг России      | Нап     | Герман Онугха (Рубин)          | 4     | 0     | 4         | 0         | -     | -     |
| 25                                                 | Флаг России      | ПЗ      | Данил Пруцев (Спартак)         | 19    | 0     | 17        | 0         | 2     | 0     |
| 33                                                 | Флаг России      | Нап     | Иван Сергеев (Зенит)           | 20    | 8     | 18        | 6         | 2     | 2     |
| Игроки в заявке на матч, но не выходившие на поле: |                  |         |                                |       |       |           |           |       |       |
| 39                                                 | Флаг России      | Вр      | Евгений Фролов                 | 0     | 0     | -         | -         | -     | -     |
| 71                                                 | Флаг России      | Вр      | Данил Бельтюков                | 0     | 0     | -         | -         | -     | -     |
| 35                                                 | Флаг России      | Защ     | Дмитрий Прищепа                | 0     | 0     | -         | -         | -     | -     |
| 50                                                 | Флаг России      | Защ     | Максим Карпов                  | 0     | 0     | -         | -         | -     | -     |
| 52                                                 | Флаг России      | ПЗ      | Данила Смирнов                 | 0     | 0     | -         | -         | -     | -     |
| 66                                                 | Флаг России      | Защ     | Ян Гудков                      | 0     | 0     | -         | -         | -     | -     |
| 72                                                 | Флаг России      | Защ     | Владислав Тепляков             | 0     | 0     | -         | -         | -     | -     |
| 93                                                 | Флаг России      | ПЗ      | Дмитрий Мотовичёв              | 0     | 0     | -         | -         | -     | -     |
| 99                                                 | Флаг России      | Нап     | Максим Канунников              | 0     | 0     | -         | -         | -     | -     |

тренерская статистика
| Главный тренер | Турнир    | Начало сезона | Окончание сезона | Результаты | Результаты | Результаты | Результаты | Результаты |
| Главный тренер | Турнир    | Начало сезона | Окончание сезона | И          | В          | Н          | П          | В %        |
| -------------- | --------- | ------------- | ---------------- | ---------- | ---------- | ---------- | ---------- | ---------- |
| Игорь Осинькин | Чемпионат | 25 июля 2021  | 21 мая 2022      | 30         | 12         | 5          | 13         | 040,00     |
| Игорь Осинькин | Кубок     | 25 июля 2021  | 21 мая 2022      | 2          | 1          | 0          | 1          | 050,00     |
| Всего          | Всего     | Всего         | Всего            | 32         | 13         | 5          | 14         | 040,63     |

## Выступления за Сборные в сезоне
(матчи за сборные после 15 мая — даты официального окончания сезона 2020/2021)
| Национальные сборные                                             | Национальные сборные | Национальные сборные | Национальные сборные | Национальные сборные | Национальные сборные | Национальные сборные |
| Игрок КС                                                         | Дата                 | Соперники            | Статус               | Счёт                 | Статистика           | Источник             |
| ---------------------------------------------------------------- | -------------------- | -------------------- | -------------------- | -------------------- | -------------------- | -------------------- |
| Антон Зиньковский Россия                                         | 26.03.2022           | Россия (21)          | Тренировка           | 1:0                  | 45' ( 46')           | [ 92 ]               |
| Мехди Зеффан Алжир (в команде до 13 декабря 2021)                | 06.06.2021           | Мали                 | т.м.                 | 1:0                  | 90'                  | [ 179 ]              |
| Мехди Зеффан Алжир (в команде до 13 декабря 2021)                | 02.09.2021           | Джибути              | ОЧМ-2022             | 8:0                  | 90'                  | [ 180 ]              |
| Мехди Зеффан Алжир (в команде до 13 декабря 2021)                | 07.09.2021           | Буркина-Фасо         | ОЧМ-2022             | 1:1                  | 90'                  | [ 181 ]              |
| Сафаа Хади Ирак (в команде до 12 сентября 2021)                  | 24.05.2021           | Таджикистан          | т.м.                 | 0:0                  | 90'                  | [ 182 ]              |
| Сафаа Хади Ирак (в команде до 12 сентября 2021)                  | 29.05.2021           | Непал                | т.м.                 | 6:2                  | 90'                  | [ 182 ]              |
| Сафаа Хади Ирак (в команде до 12 сентября 2021)                  | 07.06.2021           | Камбоджа             | ОЧМ-2022             | 4:1                  | 45'+3' ( 46'), 90+3′ | [ 183 ]              |
| Сафаа Хади Ирак (в команде до 12 сентября 2021)                  | 11.06.2021           | Гонконг              | ОЧМ-2022             | 1:0                  | 90'+3'               | [ 184 ]              |
| Сафаа Хади Ирак (в команде до 12 сентября 2021)                  | 15.06.2021           | Иран                 | ОЧМ-2022             | 0:1                  | 90'+5'               | [ 185 ]              |
| Сафаа Хади Ирак (в команде до 12 сентября 2021)                  | 07.09.2021           | Иран                 | ОЧМ-2022             | 0:3                  | 78' ( 78')           | [ 181 ]              |
| Абат Аймбетов Казахстан (→ Астана) (в команде до 21 января 2022) | 06.06.2021           | Украина              | ОЧМ-2022             | 2:2                  | 30' ( 60')           |                      |
| Абат Аймбетов Казахстан (→ Астана) (в команде до 21 января 2022) | 04.09.2021           | Финляндия            | ОЧМ-2022             | 0:1                  | 72' ( 72')           |                      |
| Абат Аймбетов Казахстан (→ Астана) (в команде до 21 января 2022) | 13.11.2021           | Франция              | ОЧМ-2022             | 0:8                  | 59' ( 59')           |                      |
| Абат Аймбетов Казахстан (→ Астана) (в команде до 21 января 2022) | 16.11.2021           | Таджикистан          | т.м.                 | 1:0                  | 19' ( 19')           |                      |

| Прочие сборные                                          | Прочие сборные | Прочие сборные         | Прочие сборные           | Прочие сборные | Прочие сборные  | Прочие сборные  |
| Игрок КС                                                | Дата           | Соперники              | Статус                   | Счёт           | Статистика      | Источник        |
| ------------------------------------------------------- | -------------- | ---------------------- | ------------------------ | -------------- | --------------- | --------------- |
| Сергей Пиняев Россия (19) ---- Россия (21)              | 02.09.2021     | Франция (19)           | Slovak cup / т.м.        | 2:5            | 60' ( 60')      | [ 180 ]         |
| Сергей Пиняев Россия (19) ---- Россия (21)              | 04.09.2021     | Словения (19)          | Slovak cup / т.м.        | 0:2            | 45' ( 46')      | [ 186 ]         |
| Сергей Пиняев Россия (19) ---- Россия (21)              | 07.09.2021     | Саудовская Аравия (19) | Slovak cup / т.м.        | 2:1            | 45' ( 45')      | [ 186 ]         |
| Сергей Пиняев Россия (19) ---- Россия (21)              | 06.10.2021     | Хорватия (19)          | турнир в Хорватии / т.м. | 3:3            | 76' ( 76')      | [ 187 ]         |
| Сергей Пиняев Россия (19) ---- Россия (21)              | 09.10.2021     | Болгария (19)          | турнир в Хорватии / т.м. | 2:0            | 18' ( 72')      | [ 188 ]         |
| Сергей Пиняев Россия (19) ---- Россия (21)              | 12.10.2021     | Швейцария (19)         | турнир в Хорватии / т.м. | 4:0            | 72' ( 72'), 11′ | [ 189 ]         |
| Сергей Пиняев Россия (19) ---- Россия (21)              | 10.11.2021     | Греция (19)            | ОЧЕ-2022                 | 1:0            | 68' ( 47', 68') | [ 190 ]         |
| Сергей Пиняев Россия (19) ---- Россия (21)              | 13.11.2021     | Германия (19)          | ОЧЕ-2022                 | 3:1            | 5' ( 85')       | [ 191 ]         |
| Сергей Пиняев Россия (19) ---- Россия (21)              | 16.11.2021     | Фарерские острова (19) | ОЧЕ-2022                 | 5:0            | 90', 71′, 79′   | [ 192 ]         |
| Сергей Пиняев Россия (19) ---- Россия (21)              | 26.03.2022     | Россия                 | Тренировка               | 0:1            | 15' ( 75')      | [ 92 ]          |
| Данил Пруцев Россия (21) (в команде до 24 декабря 2021) | 03.09.2021     | Испания (21)           | ОЧЕ-2023                 | 1:4            | 33' ( 57')      | [ 193 ]         |
| Данил Пруцев Россия (21) (в команде до 24 декабря 2021) | 07.09.2021     | Мальта (21)            | ОЧЕ-2023                 | 6:0            | 57' ( 50', 57') | [ 181 ] [ 194 ] |
| Данил Пруцев Россия (21) (в команде до 24 декабря 2021) | 08.10.2021     | Северная Ирландия (21) | ОЧЕ-2023                 | 1:0            | 90'             | [ 195 ]         |
| Данил Пруцев Россия (21) (в команде до 24 декабря 2021) | 12.10.2021     | Литва (21)             | ОЧЕ-2023                 | 3:0            | 90'             | [ 189 ]         |
| Данил Пруцев Россия (21) (в команде до 24 декабря 2021) | 12.11.2021     | Словакия (21)          | ОЧЕ-2023                 | 3:0            | 31' ( 59')      | [ 196 ]         |
| Данил Пруцев Россия (21) (в команде до 24 декабря 2021) | 16.11.2021     | Испания (21)           | ОЧЕ-2023                 | 1:0            | 33' ( 57')      | [ 197 ]         |
| Дмитрий Прищепа Беларусь (21) (→ Велес)                 | 08.10.2021     | Греция (21)            | ОЧЕ-2023                 | 0:2            | 10' ( 80')      |                 |
| Дмитрий Прищепа Беларусь (21) (→ Велес)                 | 12.10.2021     | Лихтенштейн (21)       | ОЧЕ-2023                 | 6:0            | 90'             |                 |
| Дмитрий Прищепа Беларусь (21) (→ Велес)                 | 12.11.2021     | Греция (21)            | ОЧЕ-2023                 | 0:2            | 67' ( 67')      | [ 198 ]         |
| Дмитрий Прищепа Беларусь (21) (→ Велес)                 | 16.11.2021     | Лихтенштейн (21)       | ОЧЕ-2023                 | 4:0            | 90'             | [ 26 ]          |

## Экипировочный, титульные и прочие спонсоры на футболках
| - Puma — экипировочный спонсор (логотип титульный и на левом рукаве) - Букмекерская компания «Bettery» — генеральный беттинг партнёр (1–29 туры) - Букмекерская компания «Фонбет» — генеральный беттинг партнёр (30 тур) - Страховая группа «Согаз» — титульный партнёр | - Дорожно–строительная компания «Стройсервис» — титульный партнёр (с 2022 года) - энергетик «Nao Brain Stimulation» — малый титульный партнёр - ТРК «Космопорт» - малый титульный партнёр | - Банк «Солидарность» — оборотный спонсор - Самарская область — оборотный спонсор - «СамараТрансСтрой» — нарукавный спонсор |

молодёжная команда
| - Дорожно–строительная компания «Стройсервис» — титульный партнёр | - «СамараТрансСтрой» — титульный партнёр | - Строительная компания «Уралэнергомонтаж» — титульный партнёр (с 2022 года) |

## Болельщики
| 6 самых посещаемых матчей (с учётом ограничений по COVID-19) | 6 самых посещаемых матчей (с учётом ограничений по COVID-19) | 6 самых посещаемых матчей (с учётом ограничений по COVID-19) | 6 самых посещаемых матчей (с учётом ограничений по COVID-19) | 6 самых посещаемых матчей (с учётом ограничений по COVID-19) | 6 самых посещаемых матчей (с учётом ограничений по COVID-19) | 6 самых посещаемых матчей (с учётом ограничений по COVID-19) | 6 самых посещаемых матчей (с учётом ограничений по COVID-19) | 6 самых посещаемых матчей (с учётом ограничений по COVID-19) | 6 самых посещаемых матчей (с учётом ограничений по COVID-19) | 6 самых посещаемых матчей (с учётом ограничений по COVID-19) | 6 самых посещаемых матчей (с учётом ограничений по COVID-19) | 6 самых посещаемых матчей (с учётом ограничений по COVID-19) |
| №                                                            | Посещаемость                                                 | Стадион                                                      | Вместимость                                                  | Заполняемость                                                | Соперник                                                     | №                                                            | Посещаемость                                                 | Стадион                                                      | Вместимость                                                  | Заполняемость                                                | Соперник                                                     |                                                              |
| ------------------------------------------------------------ | ------------------------------------------------------------ | ------------------------------------------------------------ | ------------------------------------------------------------ | ------------------------------------------------------------ | ------------------------------------------------------------ | ------------------------------------------------------------ | ------------------------------------------------------------ | ------------------------------------------------------------ | ------------------------------------------------------------ | ------------------------------------------------------------ | ------------------------------------------------------------ | ------------------------------------------------------------ |
| 1                                                            | 32 314                                                       | Солидарность Самара Арена                                    | 41 970                                                       | 76,99%                                                       | Динамо                                                       | 4                                                            | 13 471                                                       | Газпром Арена                                                | 56 196                                                       | 23,97% (ограничения)                                         | Зенит                                                        |                                                              |
| 2                                                            | 21 520                                                       | Солидарность Самара Арена                                    | 41 970                                                       | 51,27%                                                       | Краснодар                                                    | 5                                                            | 11 844                                                       | Открытие Банк Арена                                          | 45 360                                                       | 26,11%                                                       | Спартак                                                      |                                                              |
| 3                                                            | 14 801                                                       | Металлург                                                    | 30 251                                                       | 48,93%                                                       | Локомотив                                                    | 6                                                            | 11 527                                                       | Екатеринбург Арена                                           | 33 061                                                       | 34,87%                                                       | Урал                                                         |                                                              |

## СМИ
видеоотчёты «Матч ТВ» о матчах команды на видеохостинге «YouTube» (более 9,8 млн. просмотров)
| Первенство страны | Первенство страны | Первенство страны | Первенство страны | Первенство страны | Первенство страны | Первенство страны | Первенство страны | Первенство страны | Первенство страны | Первенство страны | Первенство страны | Первенство страны | Первенство страны | Первенство страны |
| тур               | соперник          | счёт              | просмотры         | видеоссылка       | тур               | соперник          | счёт              | просмотры         | видеоссылка       | тур               | соперник          | счёт              | просмотры         | видеоссылка       |
| ----------------- | ----------------- | ----------------- | ----------------- | ----------------- | ----------------- | ----------------- | ----------------- | ----------------- | ----------------- | ----------------- | ----------------- | ----------------- | ----------------- | ----------------- |
| 1                 | Ахмат             | 1:2               | 258 410           | Видео на YouTube  | 11                | Нижний Новгород   | 2:0               | 205 839           | Видео на YouTube  | 21                | Зенит             | 1:1               | 317 722           | Видео на YouTube  |
| 2                 | Спартак           | 0:1               | 634 235           | Видео на YouTube  | 12                | ЦСКА              | 1:3               | 486 785           | Видео на YouTube  | 22                | Сочи              | 3:2               | 358 158           | Видео на YouTube  |
| 3                 | Арсенал           | 1:2               | 229 022           | Видео на YouTube  | 13                | Краснодар         | 1:0               | 276 103           | Видео на YouTube  | 23                | Уфа               | 1:2               | 214 757           | Видео на YouTube  |
| 4                 | Рубин             | 1:1               | 292 707           | Видео на YouTube  | 14                | Химки             | 3:0               | 221 265           | Видео на YouTube  | 24                | Урал              | 1:0               | 240 000           | Видео на YouTube  |
| 5                 | Сочи              | 1:0               | 252 878           | Видео на YouTube  | 15                | Урал              | 1:1               | 173 770           | Видео на YouTube  | 25                | Краснодар         | 2:0               | 311 354           | Видео на YouTube  |
| 6                 | Уфа               | 2:1               | 246 997           | Видео на YouTube  | 16                | Нижний Новгород   | 0:0               | 165 318           | Видео на YouTube  | 26                | Химки             | 1:4               | 286 781           | Видео на YouTube  |
| 7                 | Локомотив         | 0:2               | 403 457           | Видео на YouTube  | 17                | ЦСКА              | 0:1               | 349 487           | Видео на YouTube  | 27                | Спартак           | 1:2               | 602 574           | Видео на YouTube  |
| 8                 | Ростов            | 4:2               | 489 909           | Видео на YouTube  | 18                | Рубин             | 2:0               | 348 727           | Видео на YouTube  | 28                | Динамо            | 5:2               | 682 460           | Видео на YouTube  |
| 9                 | Зенит             | 1:2               | 506 258           | Видео на YouTube  | 19                | Ростов            | 0:1               | 263 062           | Видео на YouTube  | 29                | Ахмат             | 0:1               | 234 386           | Видео на YouTube  |
| 10                | Динамо            | 1:0               | 346 868           | Видео на YouTube  | 20                | Арсенал           | 2:2               | 202 983           | Видео на YouTube  | 30                | Локомотив         | 0:1               | 212 855           | Видео на YouTube  |

видеоотчёты «Telesport» о матчах команды на видеохостинге «YouTube»
| Кубок страны | Кубок страны | Кубок страны | Кубок страны | Кубок страны     | Кубок страны | Кубок страны | Кубок страны | Кубок страны | Кубок страны     |
| тур          | соперник     | счёт         | просмотры    | видеоссылка      | тур          | соперник     | счёт         | просмотры    | видеоссылка      |
| ------------ | ------------ | ------------ | ------------ | ---------------- | ------------ | ------------ | ------------ | ------------ | ---------------- |
| 1            | Знамя        | 10:0         | 119 746      | Видео на YouTube | 2            | Енисей       | 0:1          | 8758         | Видео на YouTube |

## Призы и награды
Лучший тренер месяца Премьер-лиги
- Игорь Осинькин: октябрь[204]

Лучший игрок матча Премьер-лиги
| - Антон Зиньковский ⑥: Рубин (4 тур), Химки (14), Сочи (22), Урал (24), Краснодар (25), Динамо (28) - Роман Ежов ②: Сочи (5 тур), Динамо (10) - Матео Барач: Зенит (21) | - Сильвие Бегич: Ростов (8) - Максим Витюгов: Нижний Новгород (16) - Иван Ломаев: Краснодар (13) | - Владислав Сарвели: Нижний Новгород (11) - Иван Сергеев: Рубин (18) - Никита Чернов: Уфа (6) |

| «Игрок месяца» от партнёра команды «Nao Brain Stimulation» - Антон Зиньковский ⑤: июль, сентябрь, ноябрь, март, апрель - Иван Сергеев ②: август, октябрь | «Лучший гол месяца» от партнёра команды «Bettery» \| - Иван Сергеев: октябрь (КС—ЦСКА) - Роман Ежов: ноябрь (КС—Химки) \| - Сергей Пиняев: декабрь (КС—Рубин) - Антон Зиньковский: март (Сочи—КС) \| |
| - Иван Сергеев: октябрь (КС—ЦСКА) - Роман Ежов: ноябрь (КС—Химки)                                                                                        | - Сергей Пиняев: декабрь (КС—Рубин) - Антон Зиньковский: март (Сочи—КС) |

Призёры «Гол тура» от «Sportbox.ru»
| Гол тура | Гол тура      | Гол тура | Гол тура  | Гол тура | Гол тура        | Гол тура | Гол тура          | Гол тура | Гол тура  | Гол тура | Гол тура |
| тур      | Игрок КС      | Место    | Соперники | Счёт     | Источник        | тур      | Игрок КС          | Место    | Соперники | Счёт     | Источник |
| -------- | ------------- | -------- | --------- | -------- | --------------- | -------- | ----------------- | -------- | --------- | -------- | -------- |
| 10       | Роман Ежов    | 1        | Динамо—КС | 0:1      | [ 212 ] [ 213 ] | 9        | Антон Зиньковский | 3        | Зенит—КС  | 2:1      | [ 214 ]  |
| 8        | Сильвие Бегич | 2        | КС—Ростов | 4:2      | [ 215 ]         | 4        | Иван Сергеев      | 1        | Рубин—КС  | 1:1      | [ 216 ]  |

## Тренерский состав
| Главный тренер                             | Игорь Осинькин       |
| Старший тренер                             | Сергей Булатов       |
| Тренер                                     | Михаил Семерня       |
| Тренер                                     | Арсен Папикян        |
| Тренер по работе с вратарями               | Виктор Гаус          |
| Тренер по физподготовке                    | Владимир Зеленовский |
|                                            |                      |
| Главный тренер молодёжной команды          | Дмитрий Шуков        |
| Старший тренер молодёжной команды          | Владимир Филиппов    |
| Тренер молодёжной команды                  | Михаил Володин       |
| Тренер по физподготовке молодёжной команды | Василий Мазур        |

## Статистика
| Дата       | Матч      | Счёт | Игрок  | Время      |
| ---------- | --------- | ---- | ------ | ---------- |
| 18.09.2021 | КС—Ростов | 4:2  | Баштуш | 44′ (авт.) |
| 20.11.2021 | КС—Урал   | 1:1  | Мамин  | 59′ (авт.) |

| Дата       | Матч     | Счёт | Игрок       | Время      |
| ---------- | -------- | ---- | ----------- | ---------- |
| 24.04.2022 | Химки—КС | 4:1  | Солдатенков | 89′ (авт.) |

| Дата       | Матч       | Счёт | Игрок   | Время |
| ---------- | ---------- | ---- | ------- | ----- |
| 07.08.2021 | Арсенал—КС | 2:1  | Сергеев | 49'   |
| 06.11.2021 | КС—Химки   | 3:0  | Сергеев | 39'   |
| 20.03.2022 | Сочи—КС    | 2:3  | Горшков | 78'   |
| 01.05.2022 | Спартак—КС | 2:1  | Горшков | 30'   |
| 14.05.2022 | Ахмат—КС   | 1:0  | Горшков | 60'   |

| Дата       | Матч               | Счёт | Вратарь | Игрок      | Время |
| ---------- | ------------------ | ---- | ------- | ---------- | ----- |
| 30.07.2021 | КС—Спартак         | 0:1  | Ломаев  | Соболев    | 68'   |
| 29.08.2021 | Уфа—КС             | 1:2  | Ломаев  | Агаларов   | 61'   |
| 25.09.2021 | Зенит—КС           | 2:1  | Ломаев  | Сутормин   | 79'   |
| 17.10.2021 | КС—Нижний Новгород | 2:0  | Ломаев  | Калинский  | 83'   |
| 06.03.2022 | КС—Арсенал         | 2:2  | Ломаев  | Деспотович | 70'   |
| 06.04.2022 | Ростов—КС          | 1:0  | Ломаев  | Полоз      | 28'   |
| 24.04.2022 | Химки—КС           | 2:1  | Ломаев  | Глушаков   | 45'   |
| 01.05.2022 | Спартак—КС         | 2:1  | Ломаев  | Соболев    | 61'   |

| Дата       | Матч               | Счёт | Дубль                              | Хет-трик               |
| ---------- | ------------------ | ---- | ---------------------------------- | ---------------------- |
| 22.09.2021 | Знамя Ногинск—КС   | 0:10 | Пиняев 22′, 31′ · Сергеев 83′, 85′ | Цыпченко 21′, 64′, 71′ |
| 17.10.2021 | КС—Нижний Новгород | 2:0  | Сарвели 36′, 50′                   | —                      |
| 06.05.2022 | КС—Динамо          | 5:2  | Глушенков 22′, 71′                 | —                      |

| Дата       | Матч         | Счёт | Дубль                   | Хет-трик |
| ---------- | ------------ | ---- | ----------------------- | -------- |
| 11.09.2021 | Локомотив—КС | 2:0  | Камано 59′, 80′         | —        |
| 01.05.2022 | Спартак—КС   | 2:1  | Соболев 61′ (пен.), 82′ | —        |

| Тур              | Дата       | Матч               | Минут1    | Минут2    | Счёт |
| ---------------- | ---------- | ------------------ | --------- | --------- | ---- |
| Ломаев — 266'44" |            |                    |           |           |      |
| 9                | 25.09.2021 | Зенит—КС           | 90'+5'54" | 11'+3'19" | 2:1  |
| 10               | 02.10.2021 | Динамо—КС          | 90'+7'59" | 90'+7'59" | 0:1  |
| 11               | 17.10.2021 | КС—Нижний Новгород | 90'+5'11" | 90'+5'11" | 2:0  |
| 12               | 23.10.2021 | ЦСКА—КС            | 90'+5'30" | 57'+2'15" | 3:1  |
| Ломаев — 290'13" |            |                    |           |           |      |
| 12               | 23.10.2021 | ЦСКА—КС            | 90'+5'30" | 1'+3'15"  | 3:1  |
| 13               | 30.10.2021 | Краснодар—КС       | 90'+9'37" | 90'+9'37" | 0:1  |
| 14               | 06.11.2021 | КС—Химки           | 90'+6'09" | 90'+6'09" | 3:0  |
| 15               | 20.11.2021 | КС—Урал            | 90'+3'29" | 90'+0'12" | 1:1  |
| Ломаев — 316'34" |            |                    |           |           |      |
| 23               | 06.04.2022 | Ростов—КС          | 90'+9'00" | 72'+9'00" | 1:0  |
| 24               | 10.04.2022 | Урал—КС            | 90'+5'46" | 90'+5'46" | 0:1  |
| 25               | 17.04.2022 | КС—Краснодар       | 90'+4'40" | 90'+4'40" | 2:0  |
| 26               | 24.04.2022 | Химки—КС           | 90'+6'13" | 45'+0'08" | 4:1  |

| Вратарь    | Чемпионат | Кубок | Всего |
| ---------- | --------- | ----- | ----- |
| Ломаев     | 9         | —     | 9     |
| Овсянников | —         | 1     | 1     |

рассмотрение судейства с участием команды
| Дата       | Матч         | Счёт | Судья            | Событие                                                 |
| ---------- | ------------ | ---- | ---------------- | ------------------------------------------------------- |
| 25.09.2021 | Зенит—КС     | 2:1  | Мешков (Дмитров) | ошибочно назначен 11-метровый удар в ворота КС          |
| 02.10.2021 | Динамо—КС    | 0:1  | Кукуляк (Калуга) | ошибочно не назначен 11-метровый удар в ворота КС       |
| 30.10.2021 | Краснодар—КС | 0:1  | Кукуляк (Калуга) | ошибочно отменён гол в ворота КС                        |
| 13.03.2022 | КС—Зенит     | 1:1  | Фролов (Москва)  | правильно не назначен 11-метровый удар в ворота КС      |
| 24.04.2022 | Химки—КС     | 4:1  | Матюнин (Москва) | ошибочно назначен 11-метровый удар в ворота КС          |
| 24.04.2022 | Химки—КС     | 4:1  | Матюнин (Москва) | ошибочно засчитано взятие ворот КС                      |
| 24.04.2022 | Химки—КС     | 4:1  | Матюнин (Москва) | правильно не назначен 11-метровый удар в ворота «Химок» |

прочая статистика чемпионата
| #                          | Команда        | Показатель |
| -------------------------- | -------------- | ---------- |
| Голевые моменты            |                |            |
| 8                          | Локомотив      | 167        |
| 9                          | Крылья Советов | 164        |
| 10                         | Ростов         | 151        |
| Реализация моментов        |                |            |
| 6                          | Рубин          | 26%        |
| 7                          | Крылья Советов | 24%        |
| 8                          | Химки          | 24%        |
| Поданные угловые           |                |            |
| 7                          | Краснодар      | 146        |
| 8                          | Крылья Советов | 141        |
| 9                          | Химки          | 133        |
| Фолы команды               |                |            |
| 14                         | Рубин          | 289        |
| 15                         | Зенит          | 276        |
| 16                         | Крылья Советов | 263        |
| Владение мячом             |                |            |
| 8                          | Ростов         | 50%        |
| 9                          | Крылья Советов | 49%        |
| 10                         | Ахмат          | 48%        |
| Удары по воротам соперника |                |            |
| 7                          | Ахмат          | 378        |
| 8                          | Крылья Советов | 366        |
| 9                          | Рубин          | 352        |
| Удары в створ ворота       |                |            |
| 7                          | Краснодар      | 148        |
| 8                          | Крылья Советов | 143        |
| 9                          | Ростов         | 137        |
| Удары мимо ворот           |                |            |
| 9                          | Уфа            | 120        |
| 10                         | Крылья Советов | 117        |
| 11                         | Локомотив      | 108        |
| Удары в штанги/перекладины |                |            |
| 4                          | Краснодар      | 11         |
| 5                          | Крылья Советов | 11         |
| 6                          | Сочи           | 11         |
| Удары блокированные        |                |            |
| 4                          | Зенит          | 105        |
| 5                          | Крылья Советов | 95         |
| 6                          | Ростов         | 92         |

## Молодёжная команда
М-Лига. Первый этап (группа А). 2021
| М | Команда           | И  | В  | Н | П | Мячи    | ±   | О  | Примечания            |
| - | ----------------- | -- | -- | - | - | ------- | --- | -- | --------------------- |
| 2 | Динамо-м (М)      | 18 | 12 | 1 | 5 | 41 − 27 | +14 | 37 | турнир за 1-10 места  |
| 3 | Спартак-м (М)     | 18 | 10 | 3 | 5 | 33 − 19 | +14 | 33 | турнир за 1-10 места  |
| 4 | Крылья Советов-м  | 18 | 10 | 3 | 5 | 25 − 23 | +2  | 33 | турнир за 1-10 места  |
| 5 | Рубин-м (К)       | 18 | 7  | 5 | 6 | 38 − 31 | +7  | 26 | турнир за 1-10 места  |
| 6 | Нижний Новгород-м | 18 | 6  | 3 | 9 | 26 − 22 | +4  | 21 | турнир за 11-20 места |

И — игры, В — выигрыши, Н — ничьи, П — проигрыши, Мячи — забитые и пропущенные голы, ± — разница голов, О — очки

Матчи
| дата месяц  | 23   | 27   | 30   | 06     | 13     | 20     | 27     | 10       | 17       | 24       | 30       | 15      | 22      | 29      | 05     | 19     | 26     | 03   |
| дата месяц  | июль | июль | июль | август | август | август | август | сентябрь | сентябрь | сентябрь | сентябрь | октябрь | октябрь | октябрь | ноябрь | ноябрь | ноябрь | дек. |
| ----------- | ---- | ---- | ---- | ------ | ------ | ------ | ------ | -------- | -------- | -------- | -------- | ------- | ------- | ------- | ------ | ------ | ------ | ---- |
| место матча | Д    | Д    | В    | В      | Д      | Д      | В      | В        | Д        | Д        | В        | В       | Д       | В       | В      | Д      | В      | Д    |
| соперник    | АК   | НН   | Сп   | Ур     | Р      | Уф     | Д      | Ст       | Ц        | Ур       | Р        | Уф      | Ст      | АК      | Ц      | Сп     | НН     | Д    |
| счёт        | 3:1  | 0:2  | 1:3  | 1:1    | 4:2    | 1:0    | 2:2    | 1:0      | 1:0      | 1:0      | 1:0      | 1:0     | 2:1     | 2:2     | 1:4    | 0:3    | 2:0    | 1:2  |
| место       | 2    | 5    | 9    | 8      | 4      | 4      | 3      | 2        | 2        | 2        | 2        | 2       | 1       | 1       | 2      | 4      | 4      | 4    |

М-Лига. Второй этап (группа I). 2022
| М  | Команда          | И  | В  | Н | П  | Мячи    | ±   | О  |
| -- | ---------------- | -- | -- | - | -- | ------- | --- | -- |
| 7  | Спартак-м (М)    | 28 | 13 | 4 | 11 | 41 − 32 | +9  | 43 |
| 8  | Динамо-м (М)     | 28 | 13 | 2 | 13 | 46 − 45 | +1  | 41 |
| 9  | Крылья Советов-м | 28 | 11 | 5 | 12 | 36 − 52 | −16 | 38 |
| 10 | Рубин-м          | 28 | 10 | 8 | 10 | 50 − 44 | +6  | 38 |

И — игры, В — выигрыши, Н — ничьи, П — проигрыши, Мячи — забитые и пропущенные голы, ± — разница голов, О — очки

Матчи
| дата месяц  | 11   | 15   | 01     | 08     | 15     | 22     | 29     | 06  | 13  | 20  |
| дата месяц  | март | март | апрель | апрель | апрель | апрель | апрель | май | май | май |
| ----------- | ---- | ---- | ------ | ------ | ------ | ------ | ------ | --- | --- | --- |
| место матча | В    | Д    | В      | Д      | В      | Д      | В      | Д   | В   | Д   |
| соперник    | С    | Р    | Л      | Ч      | З      | С      | Р      | Л   | Ч   | З   |
| счёт        | 1:0  | 1:5  | 1:4    | 0:2    | 0:2    | 3:3    | 0:3    | 1:3 | 2:2 | 2:5 |
| место       | 5    | 5    | 7      | 8      | 9      | 9      | 9      | 9   | 9   | 9   |